# Emléktáblák Szegeden
Szeged szócikkhez kapcsolódó képgaléria, mely helyi, országos vagy nemzetközi hírű személyekkel, valamint épületekkel, műtárgyakkal, helynevekkel és eseményekkel összefüggő emléktáblákat tartalmaz.

## Galéria

### Emléktáblák

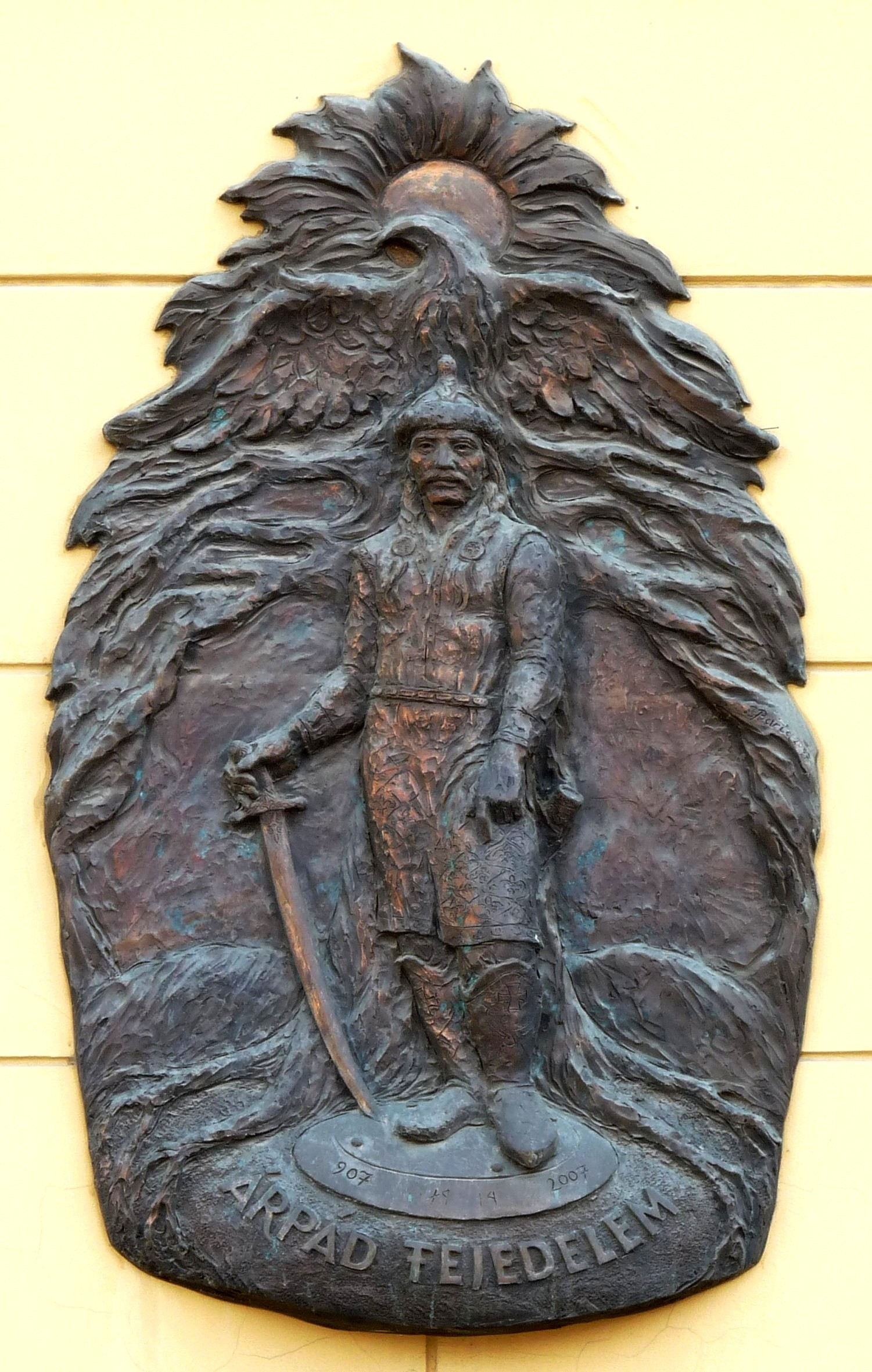
Árpád fejedelem, Árpád tér 2. alkotó: Barta András
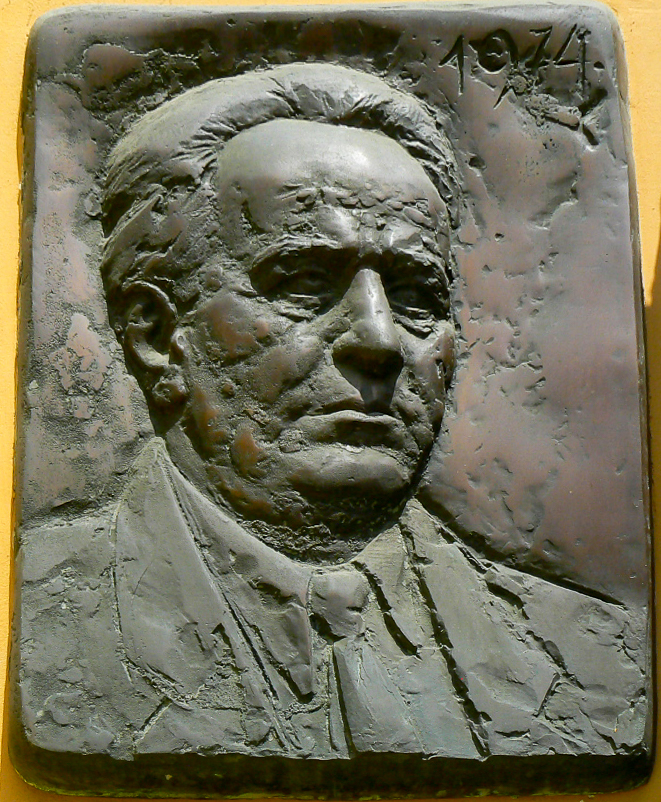
Balázs Béla, Dugonics tér 2. alkotó: Tóth Sándor
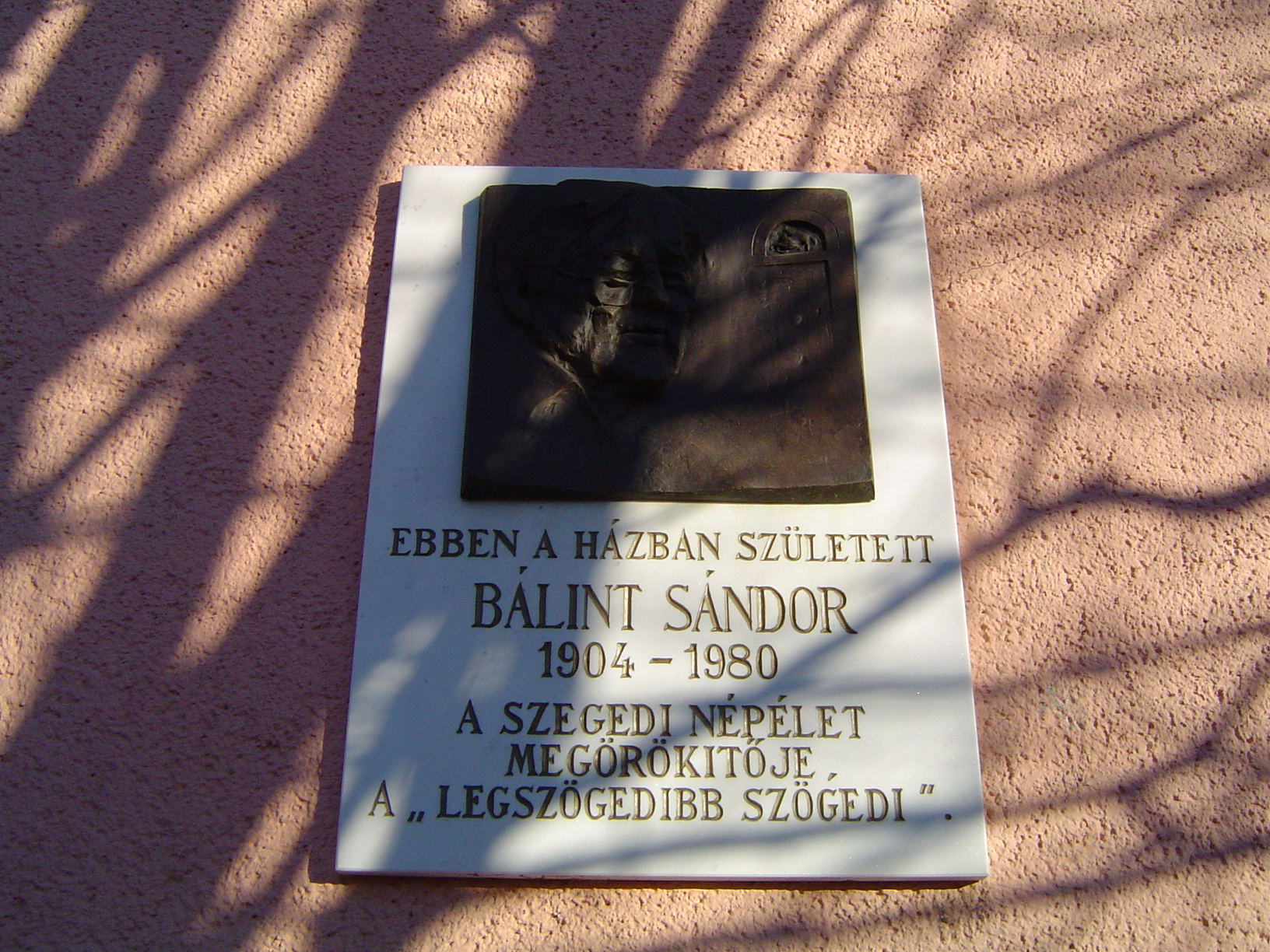
Bálint Sándor, Pálfy utca 72. Szathmáry Gyöngyi
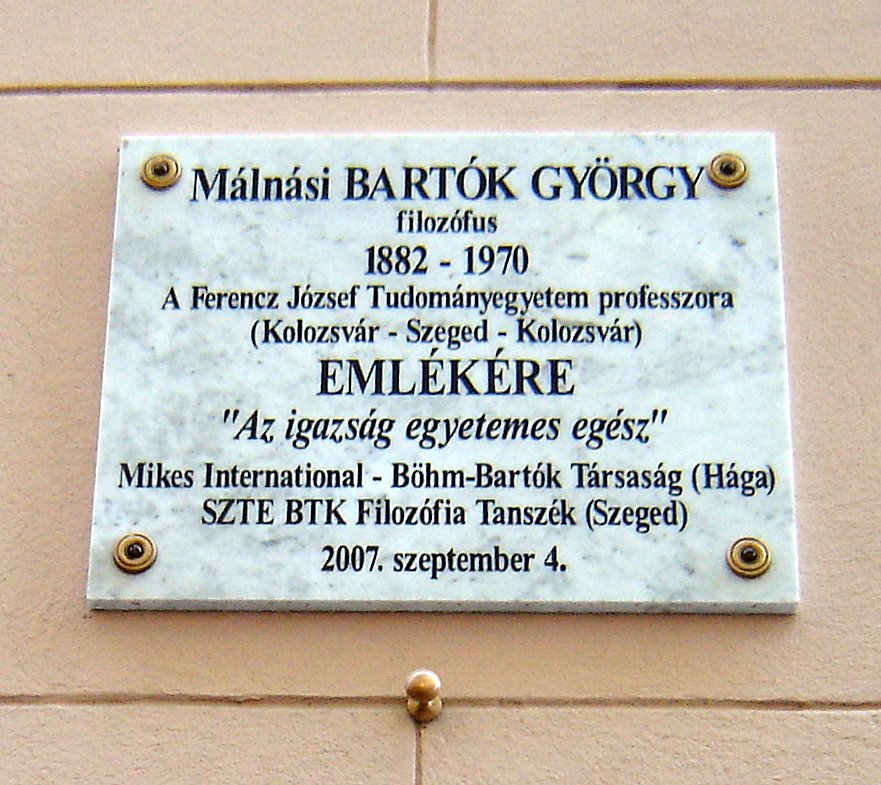
Bartók György, Egyetem u. 2.
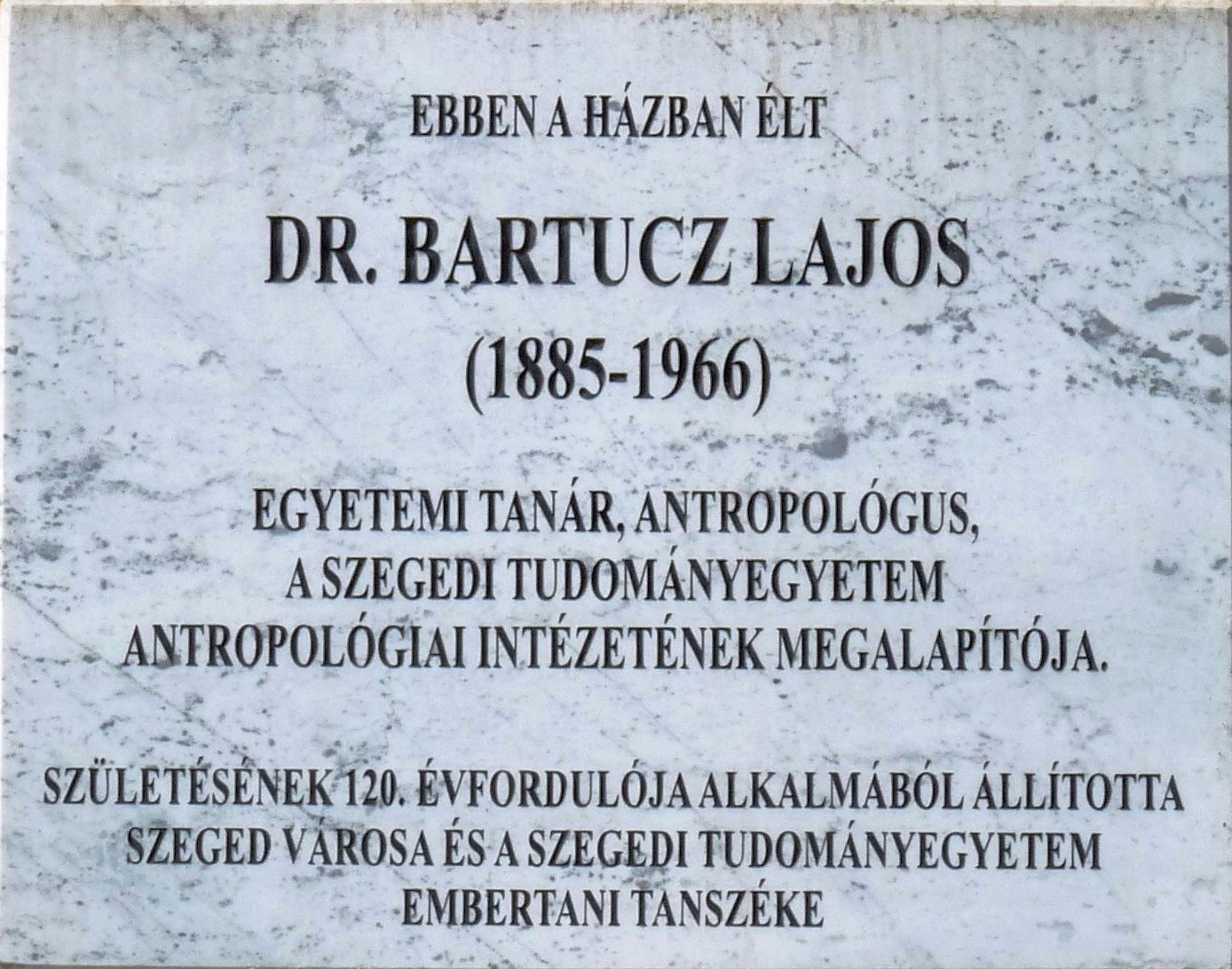
Bartucz Lajos, Kálvin tér 2.
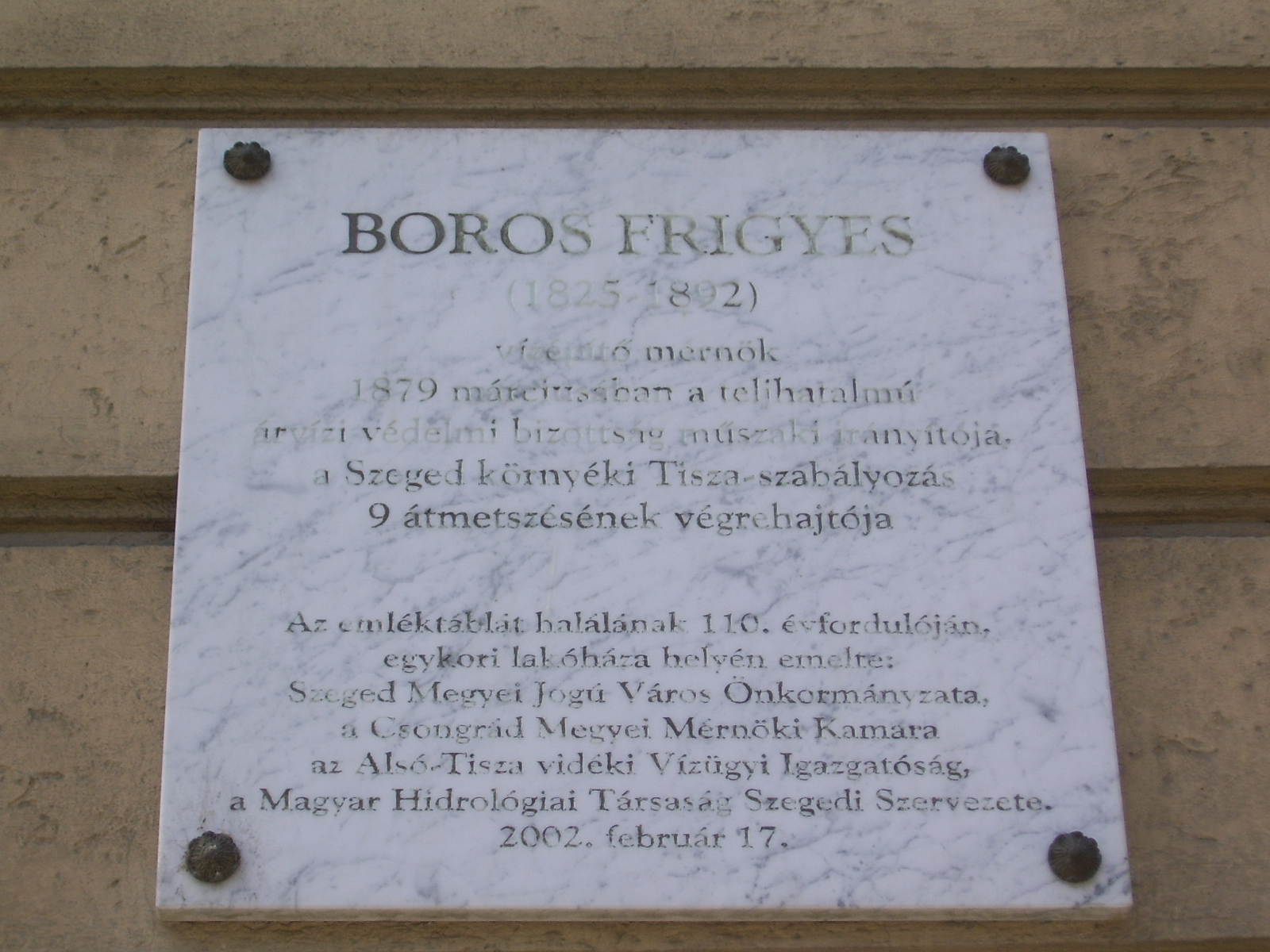
Boros Frigyes, Kálvin tér 7.
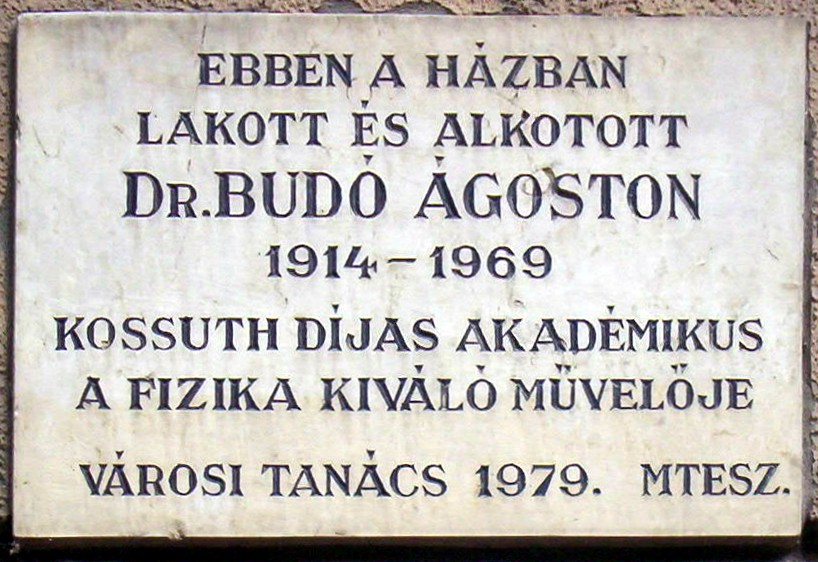
Budó Ágoston, Berzsenyi u. 1.
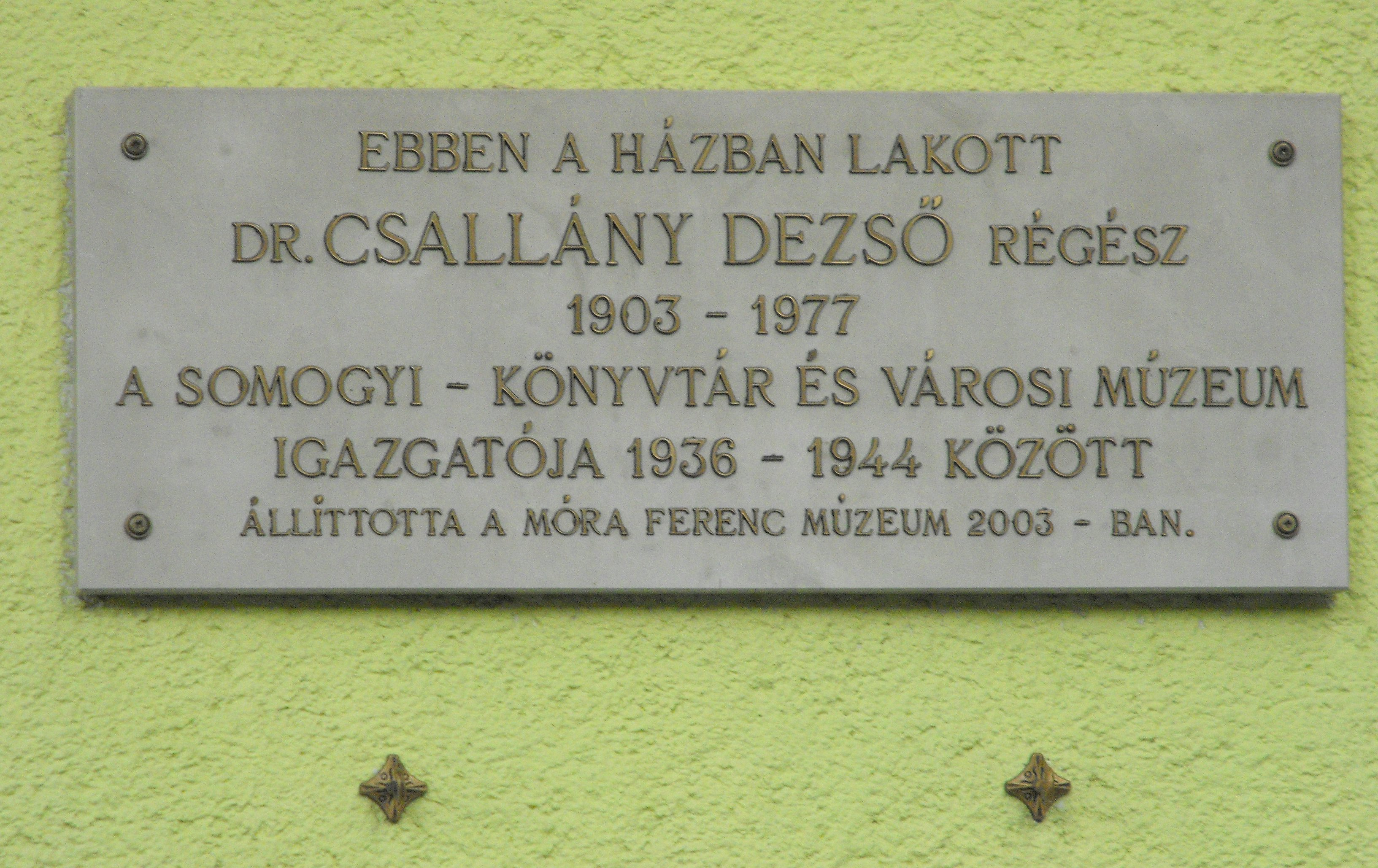
Csallány Dezső, Gál u. 7.
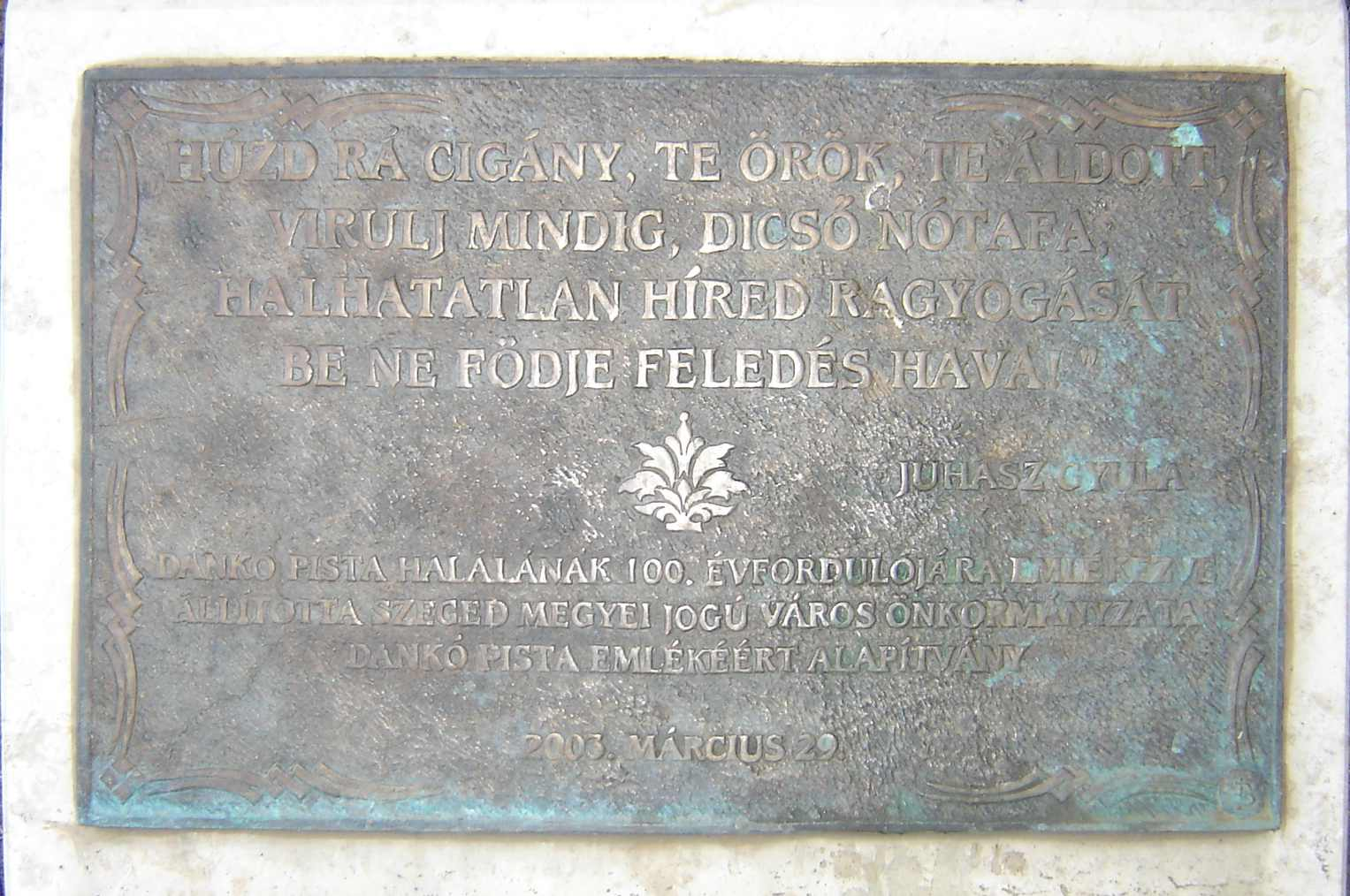
Dankó Pista Stefánia sétány alkotó: Bánvölgyi László
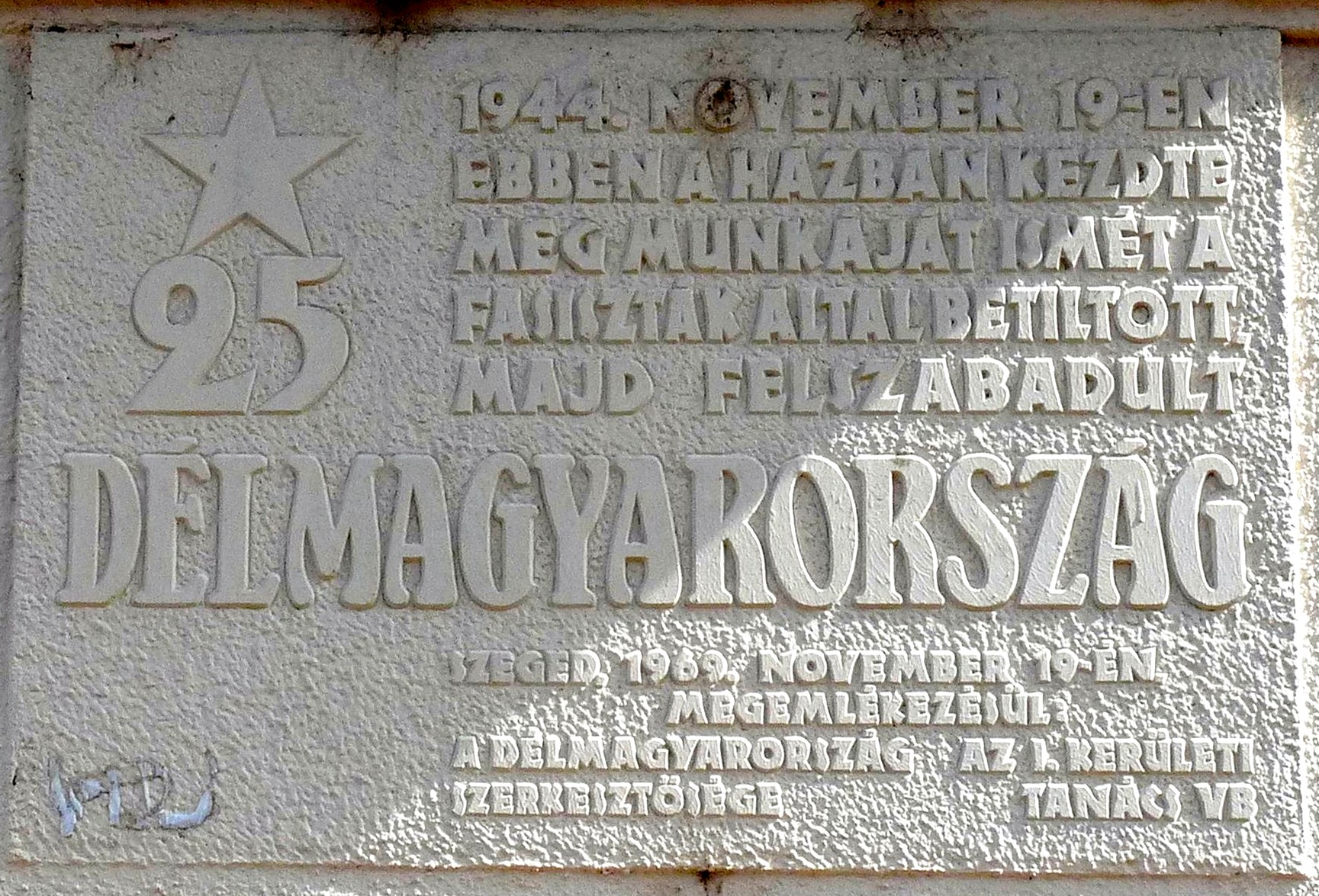
Délmagyarország, Jókai utca 4.
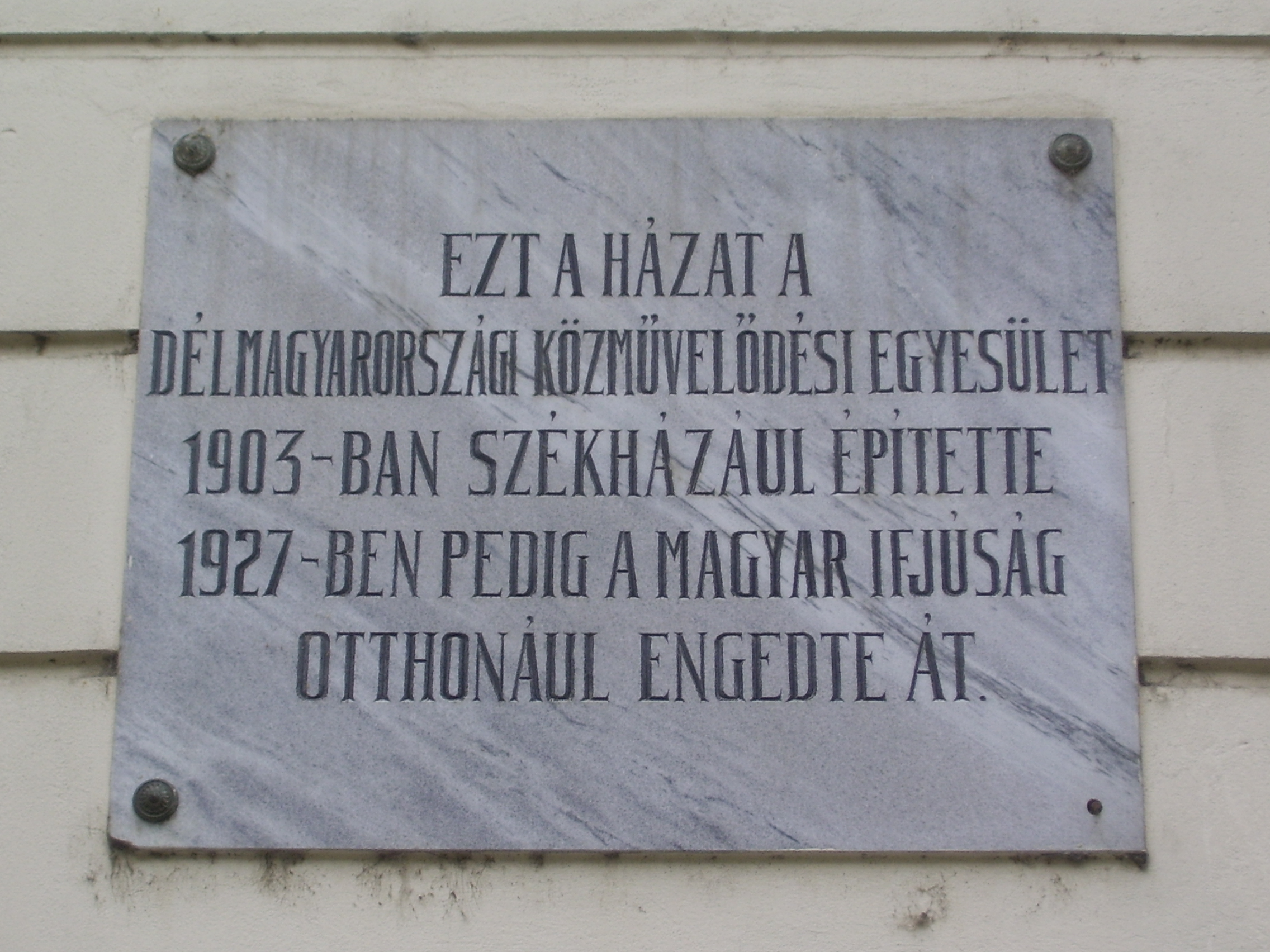
DMKE-palota, Boldogasszony sugárút 2–4.
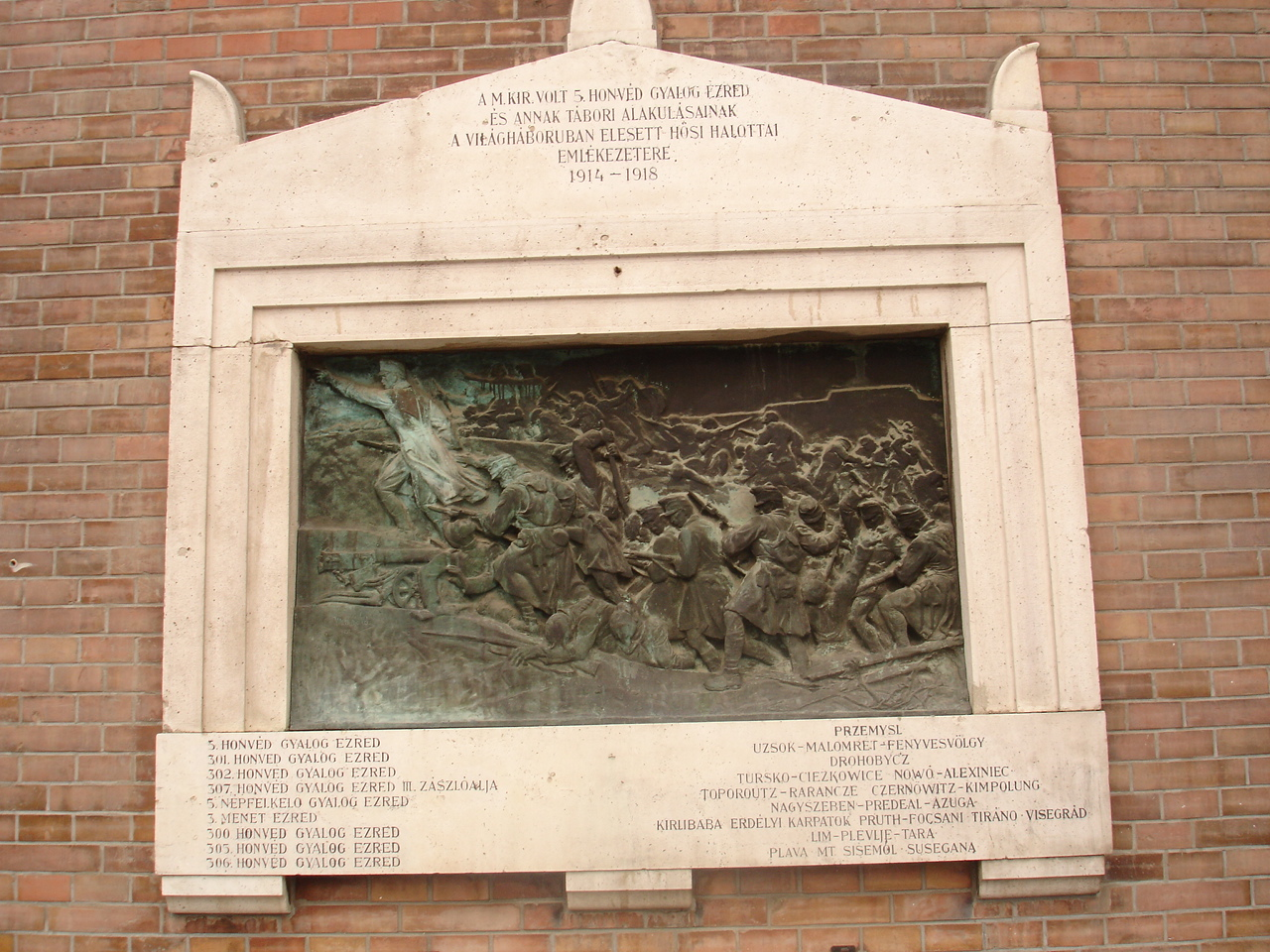
Első világháborúban elesett hősi halottak, Dóm tér alkotó: Margó Ede
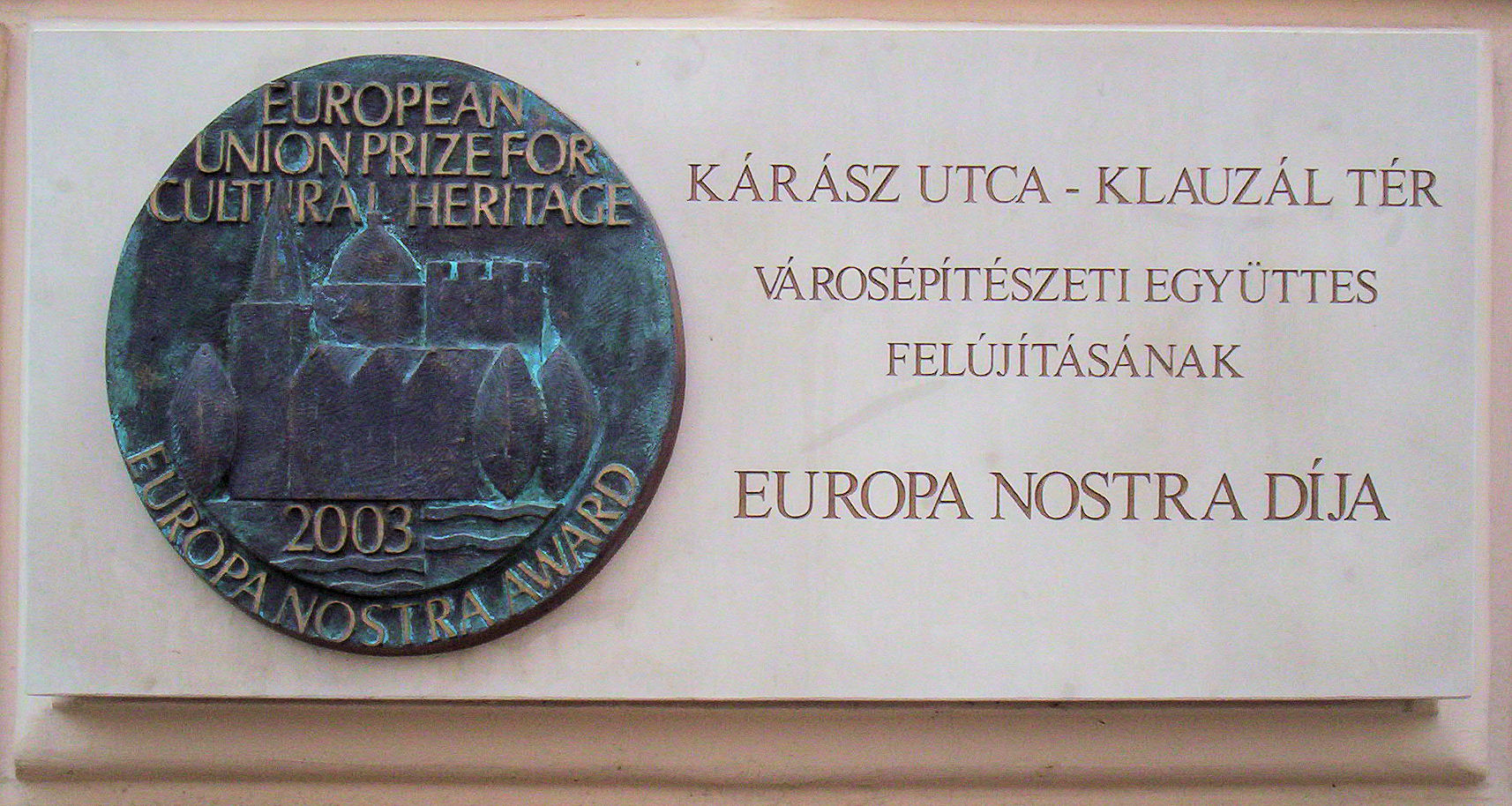
Europa Nostra-díj, Klauzál tér
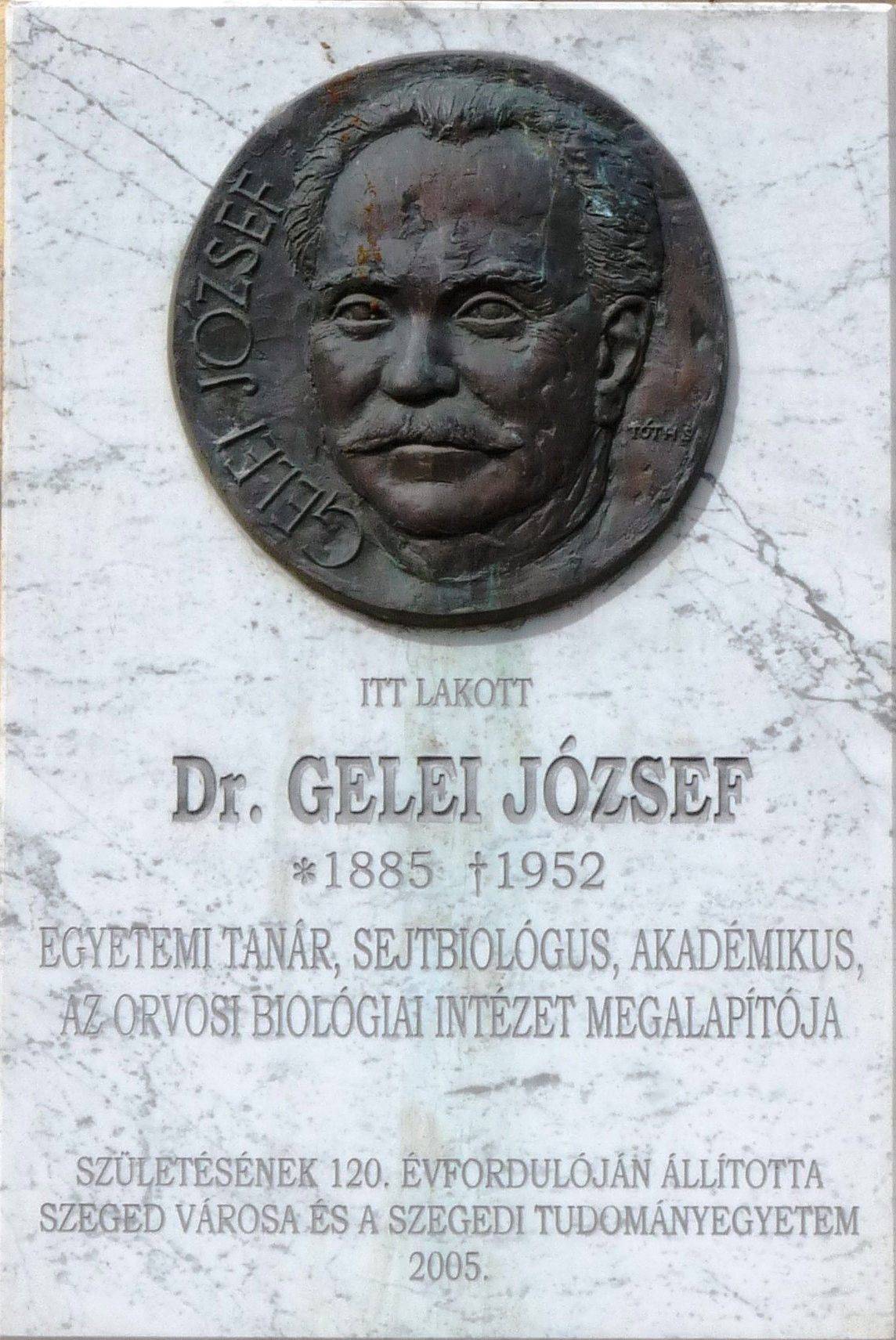
Gelei József, Tisza Lajos körút 37.
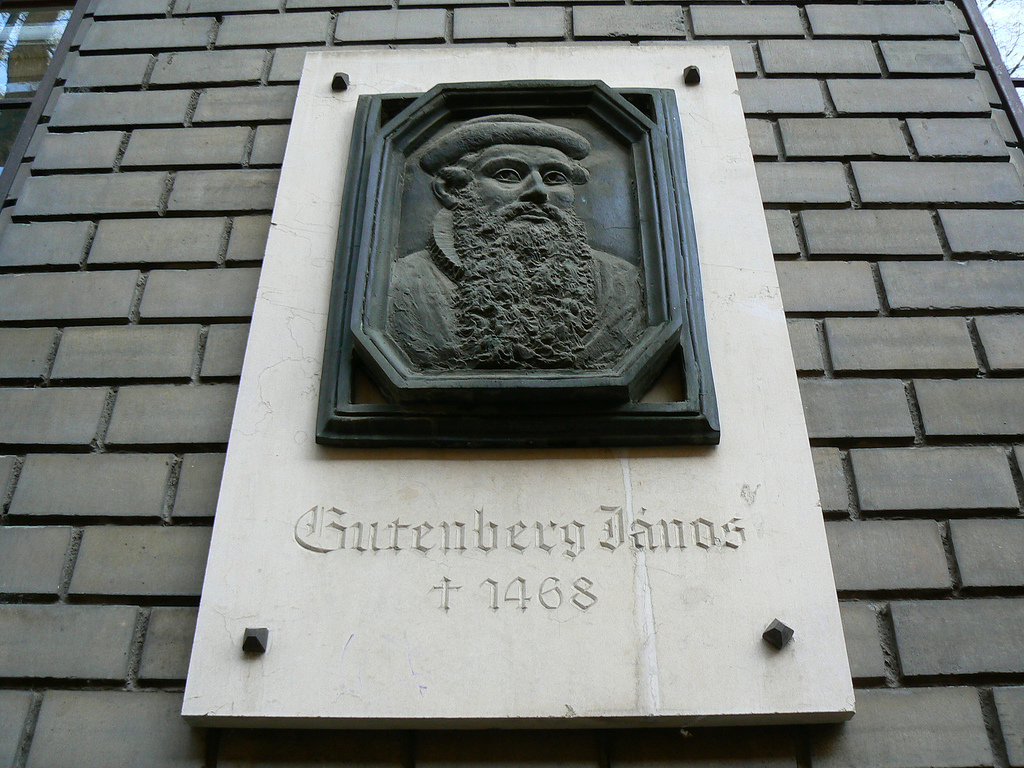
Gutenberg János, Gutenberg utca 25. alkotó: Bánvölgyi László
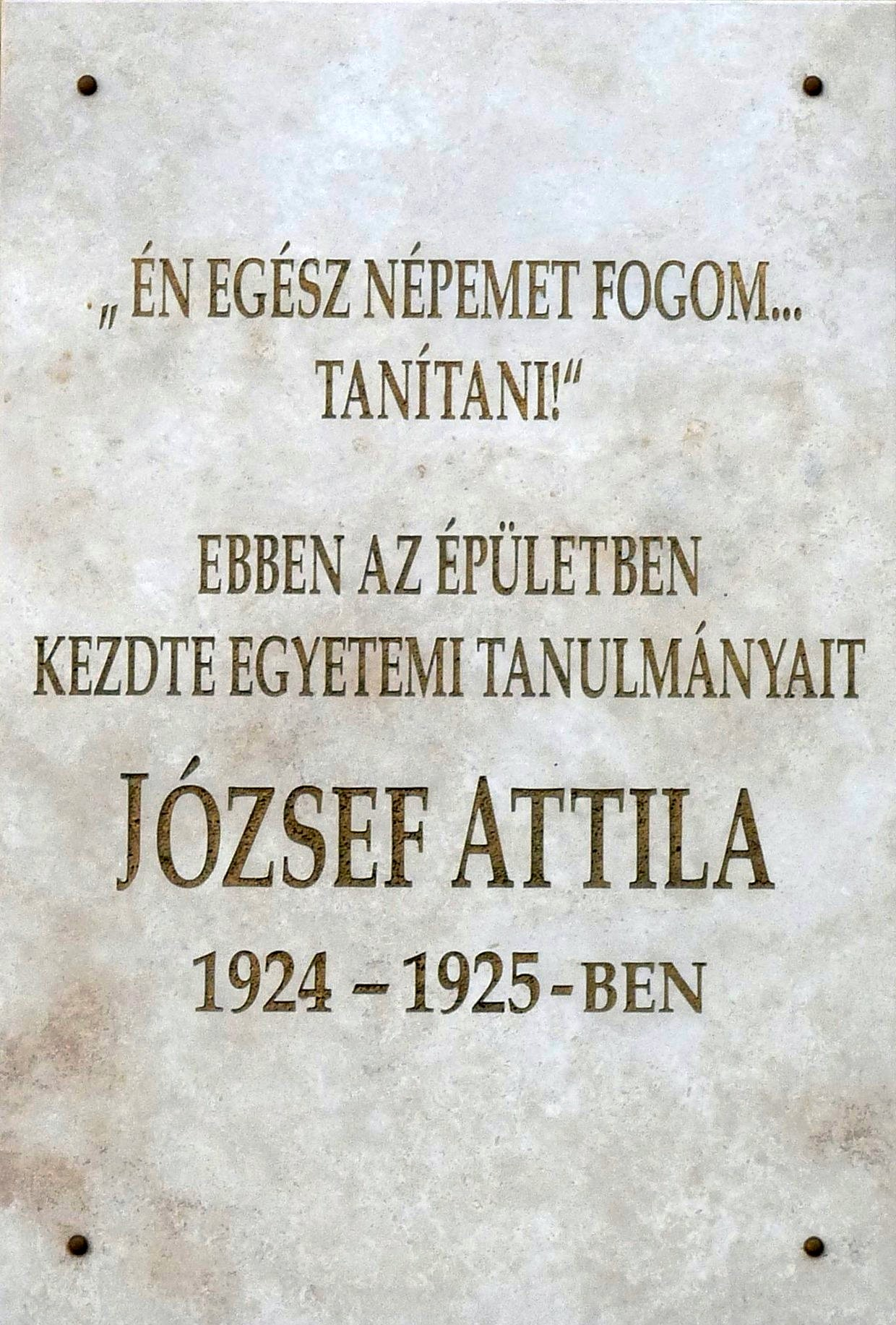
József Attila, Dugonics tér 13.
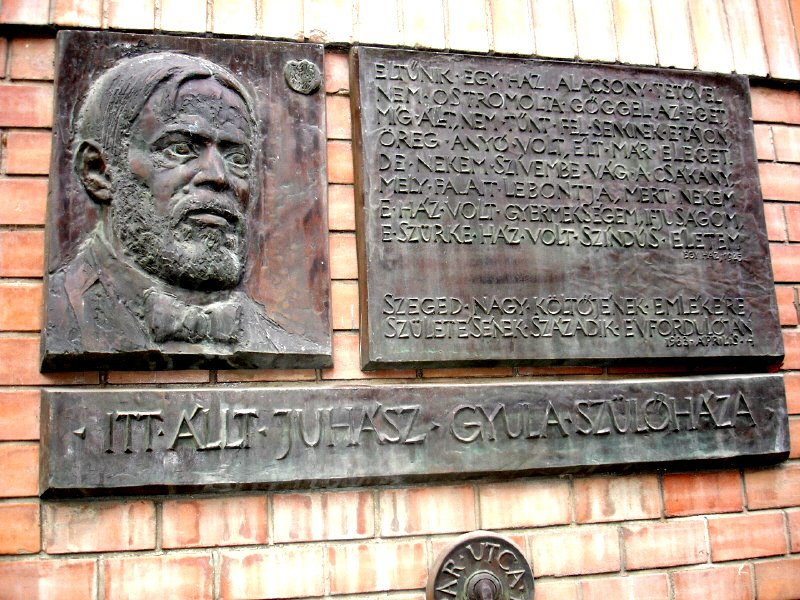
Juhász Gyula, Pécsi utca 2. Tóth Sándor
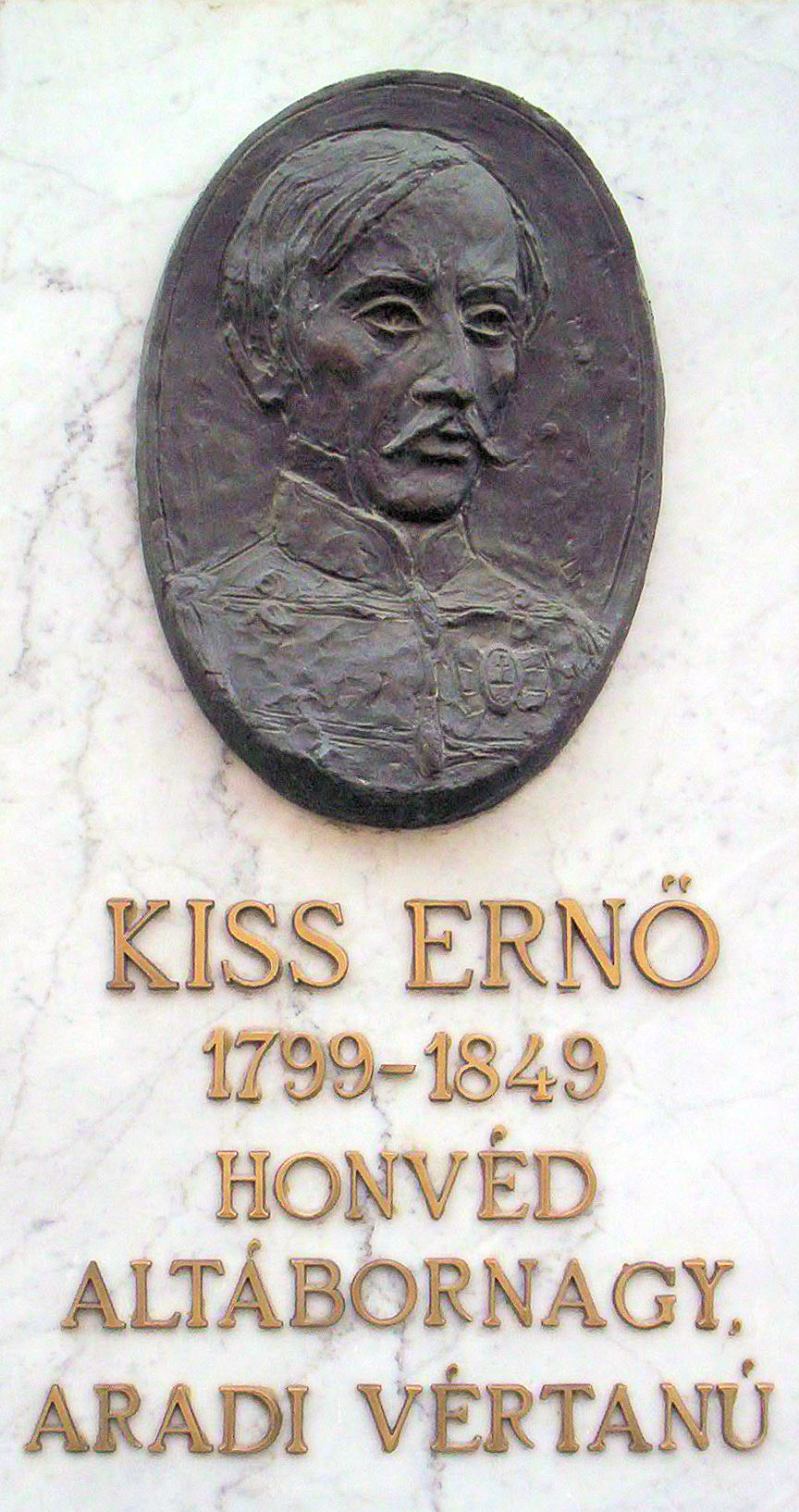
Kiss Ernő, Kiss Ernő utca alkotó: Kalmár Márton
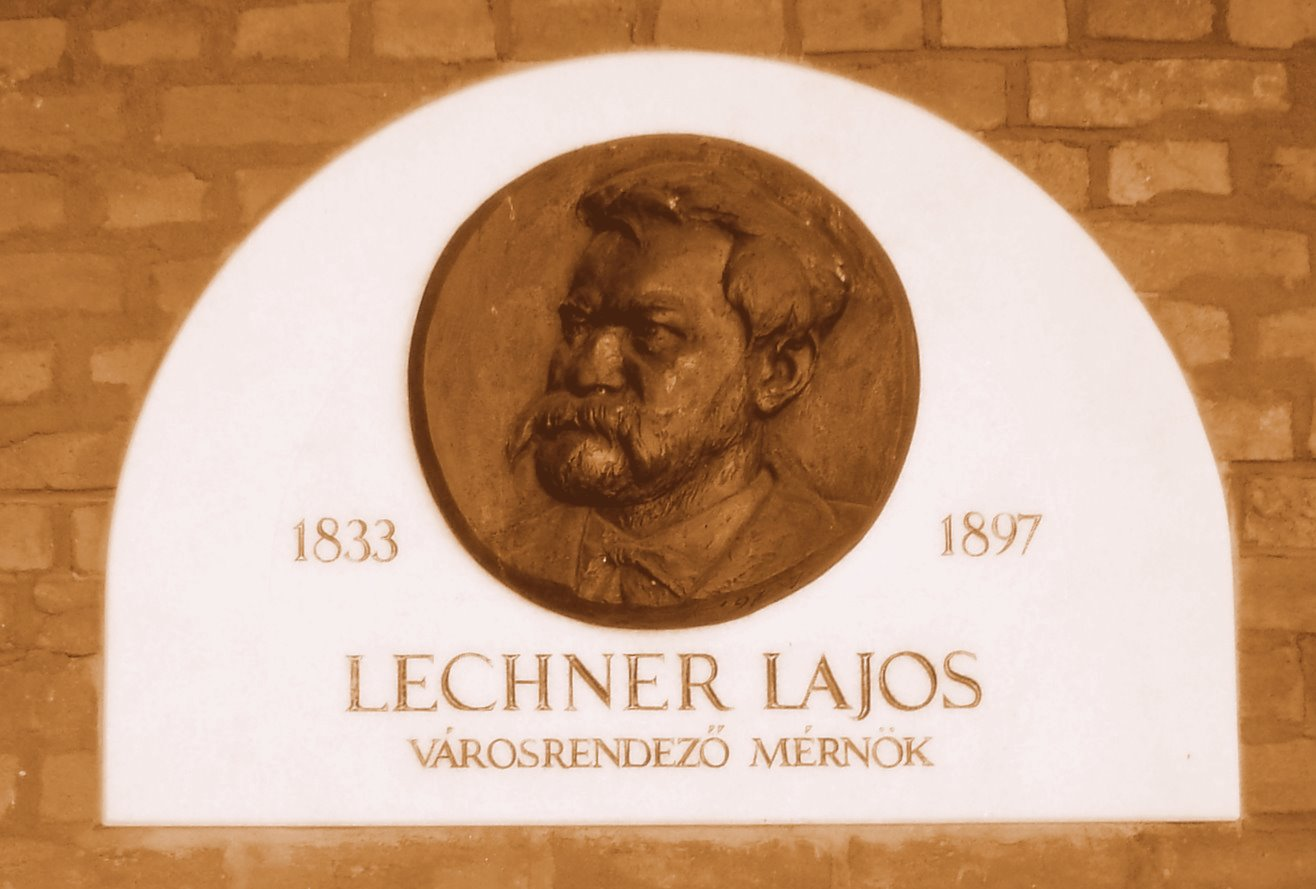
Lechner Lajos, Dóm tér alkotó: Takács Viktória
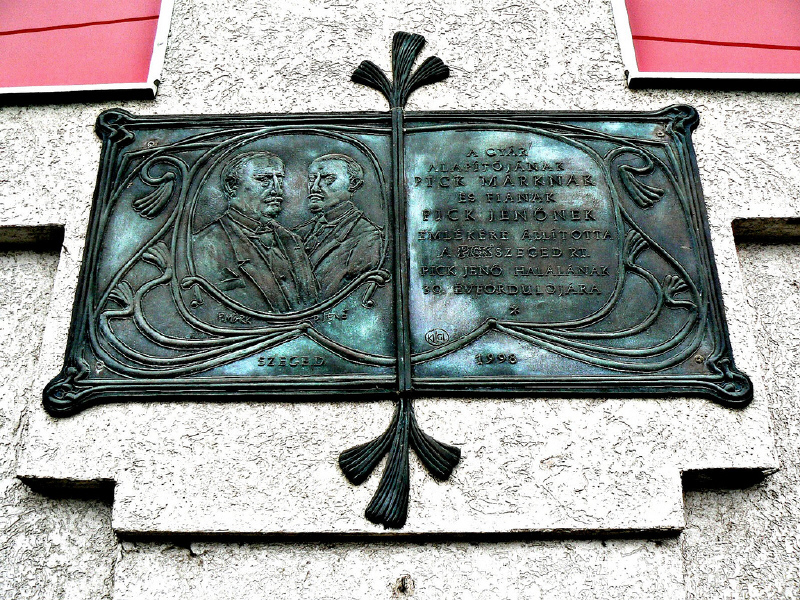
Pick Márk és Pick Jenő, Felső Tiszapart 2. alkotó: Kligl Sándor
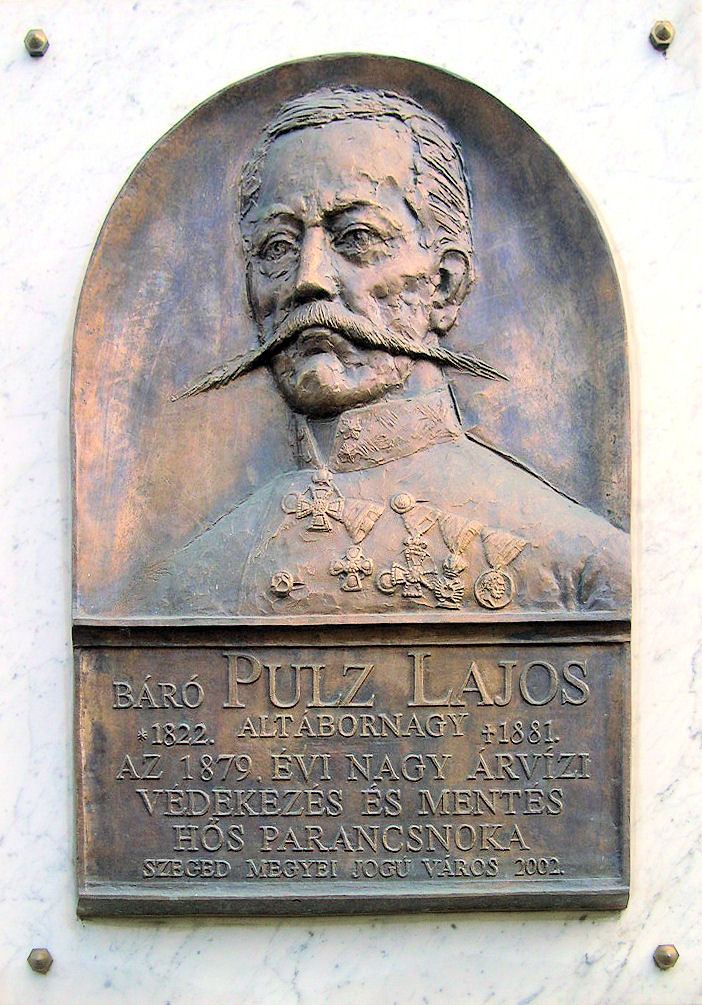
Pulz Lajos, Pulz utca 1. alkotó: Lapis András
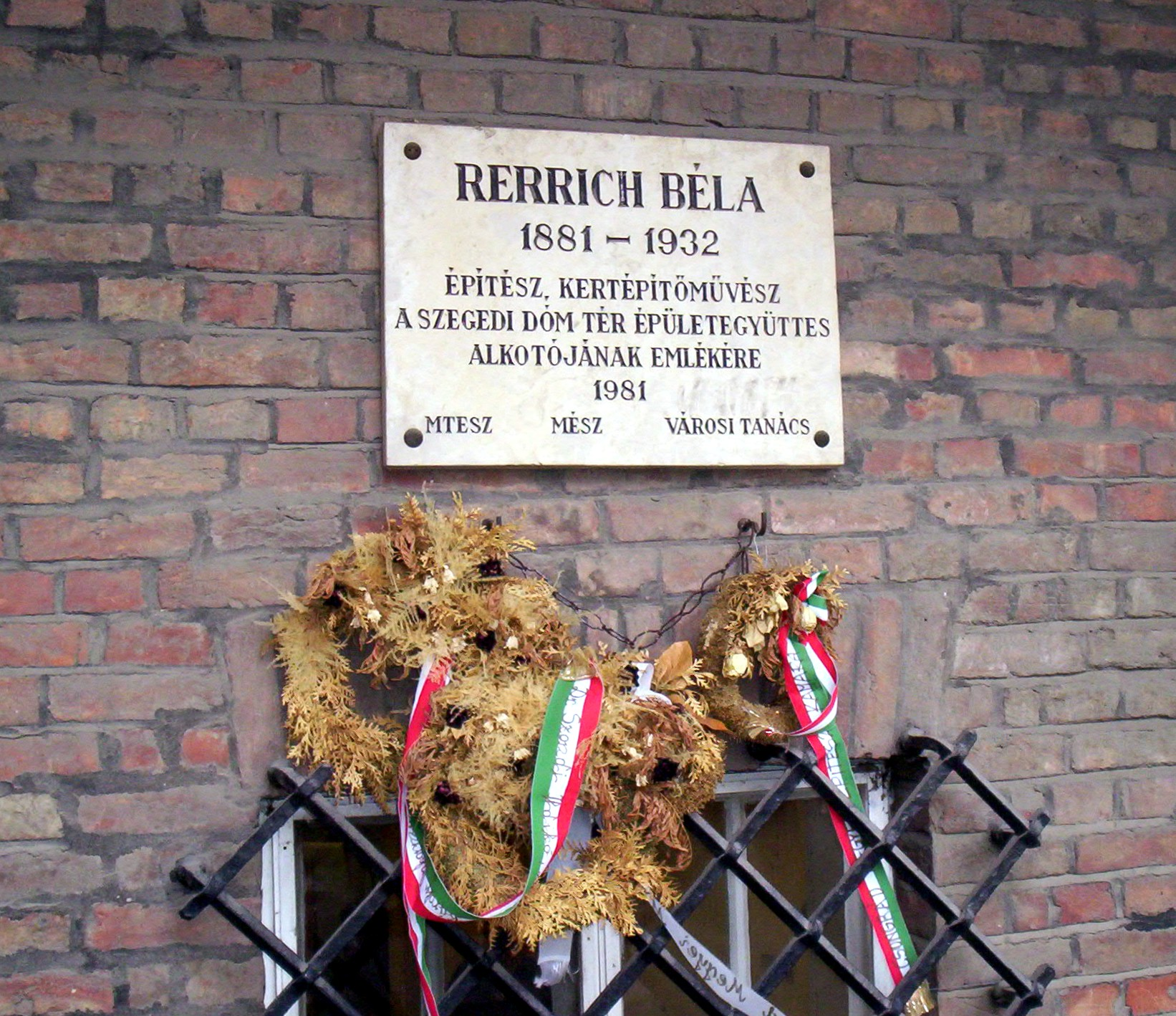
Rerrich Béla, Rerrich Béla tér
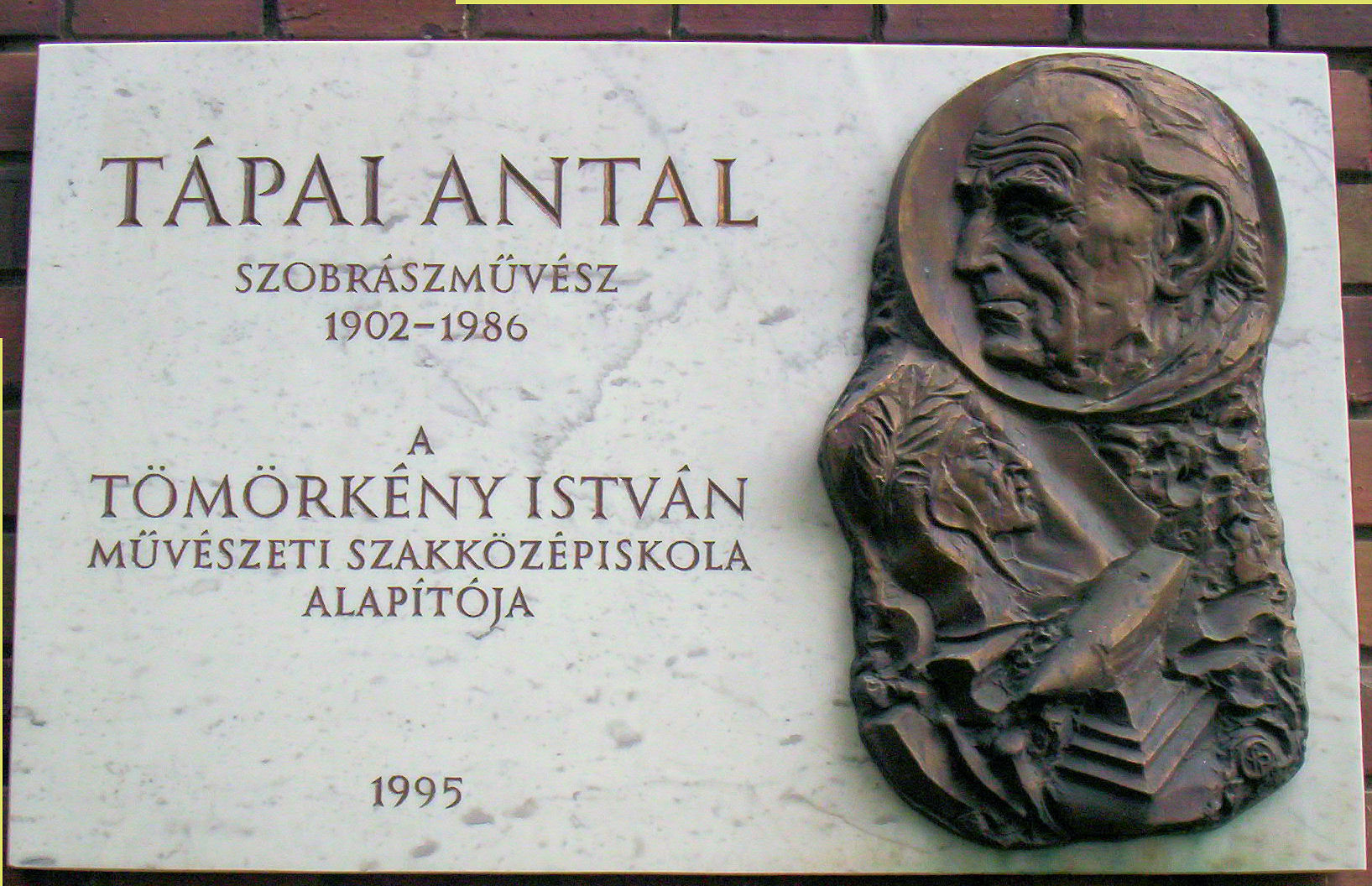
Tápai Antal, Korányi fasor 2. alkotó: Farkas Pál
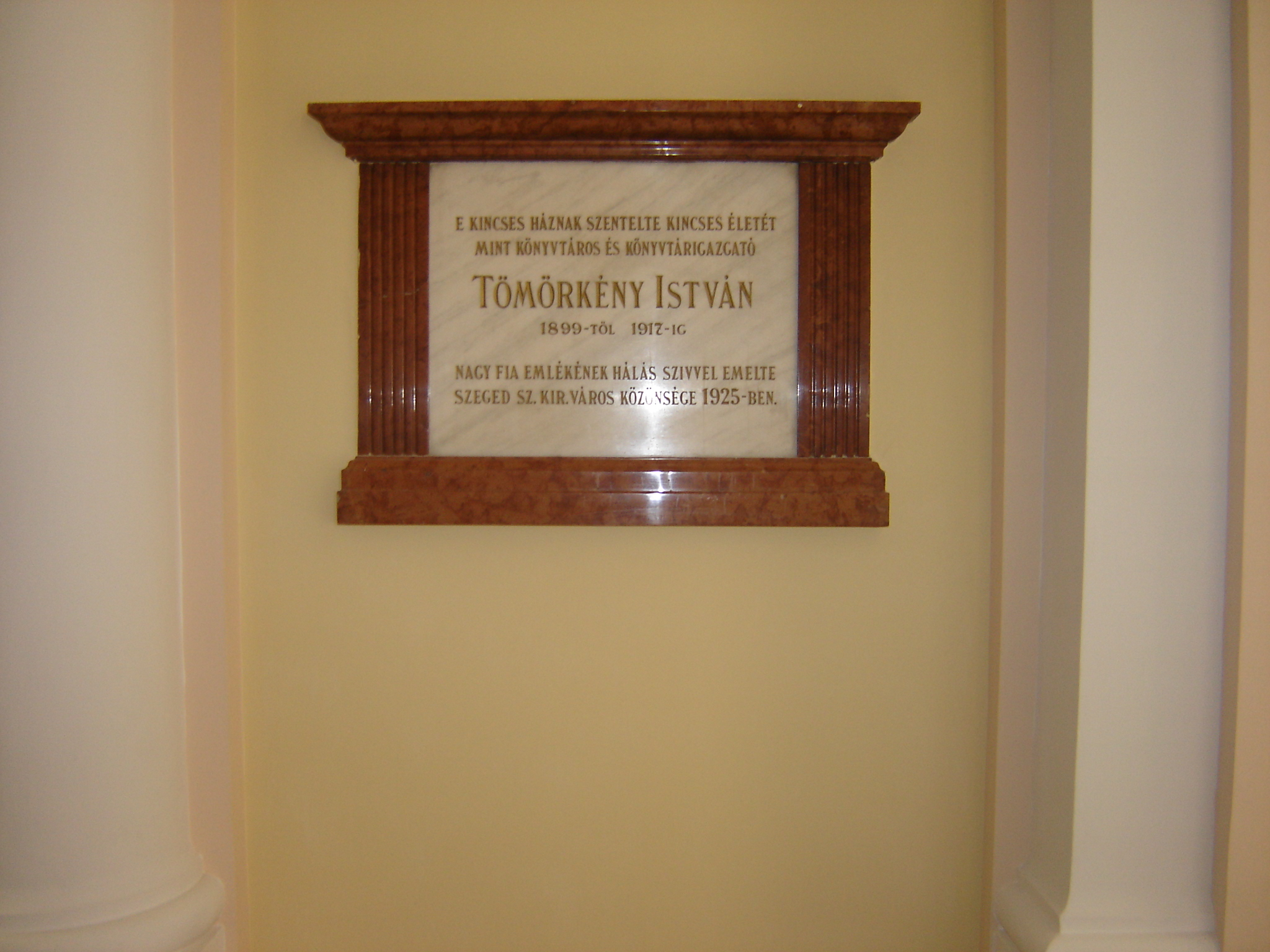
Tömörkény István, Roosevelt tér 1-3.
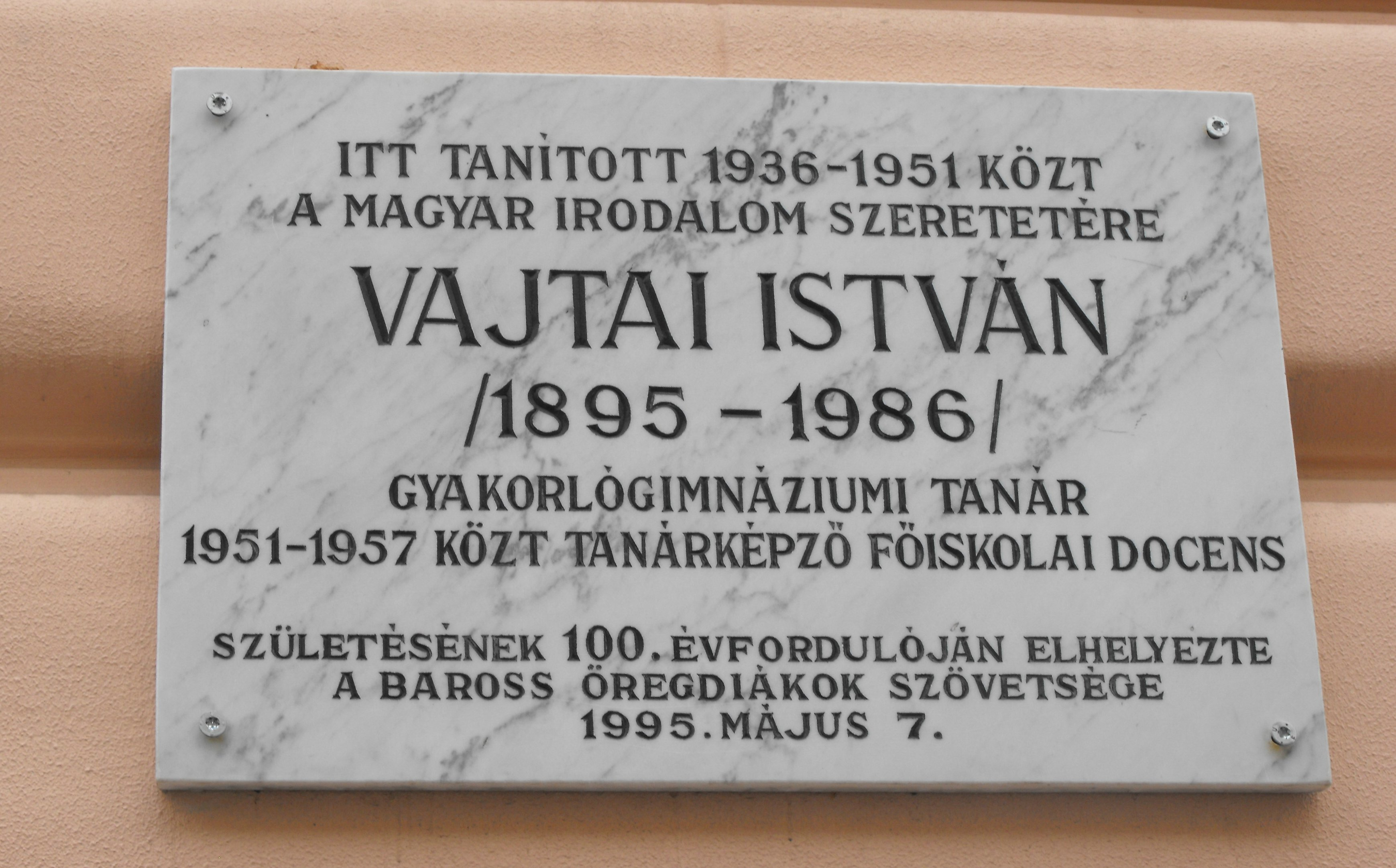
Vajtai István, Deák Ferenc u. 2.
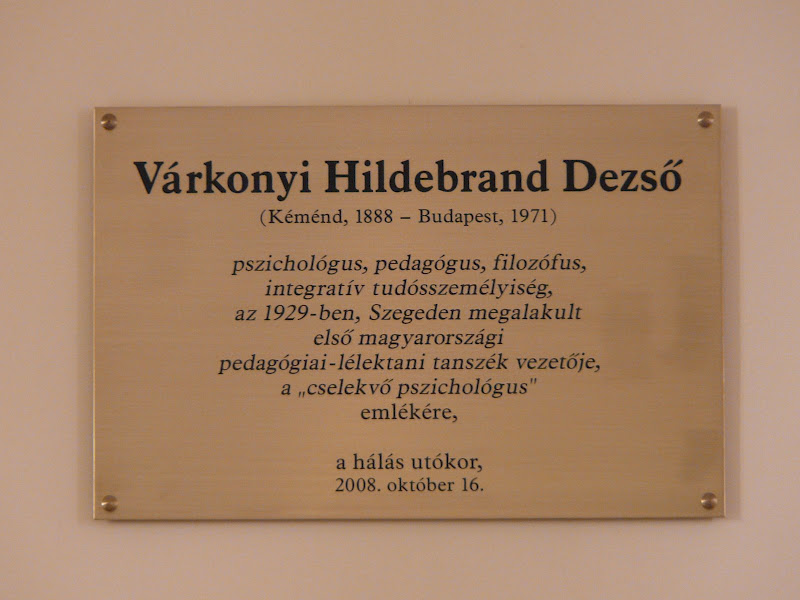
Várkonyi Hildebrand Dezső
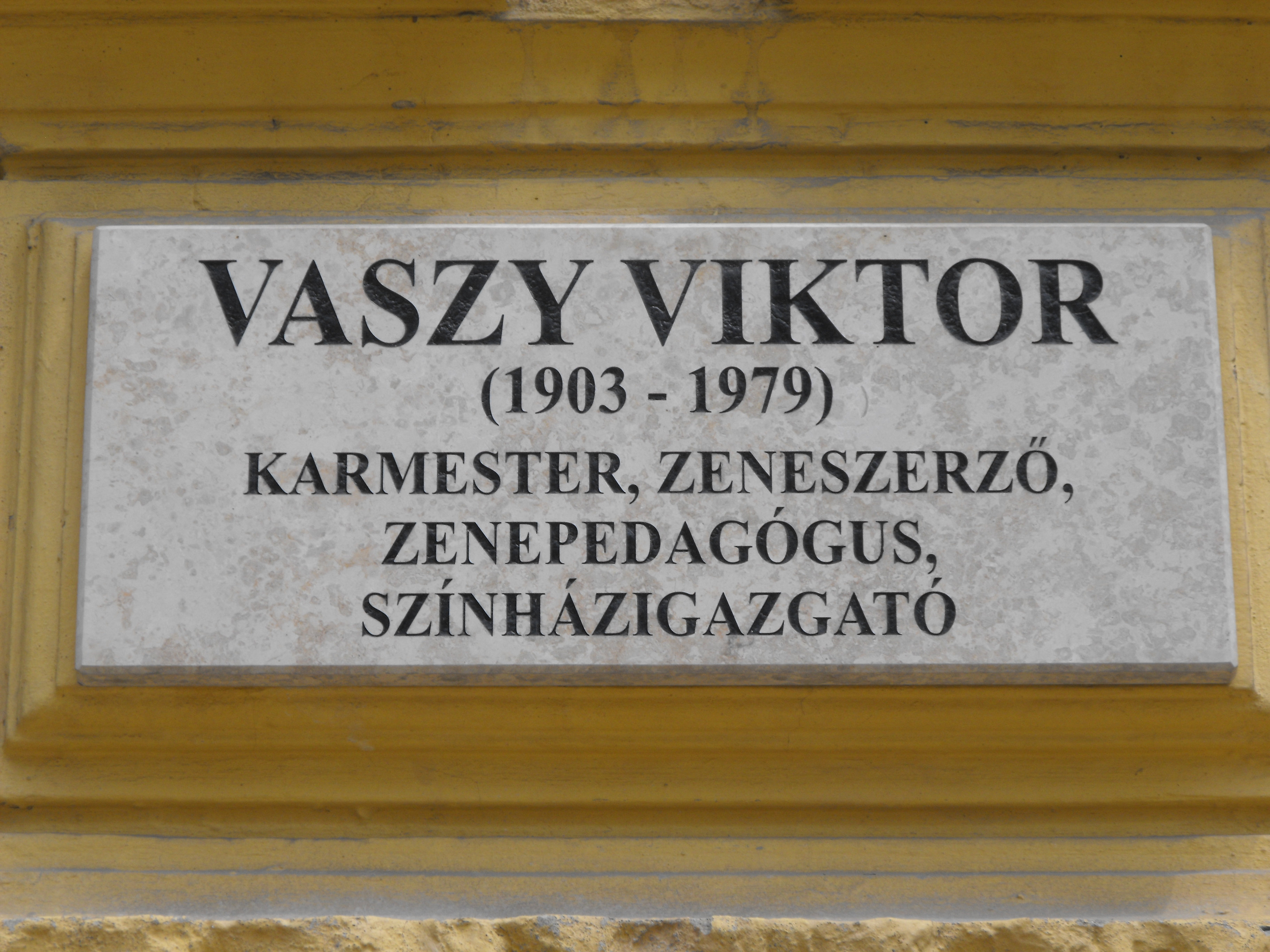
Vaszy Viktor, Vaszy Viktor tér
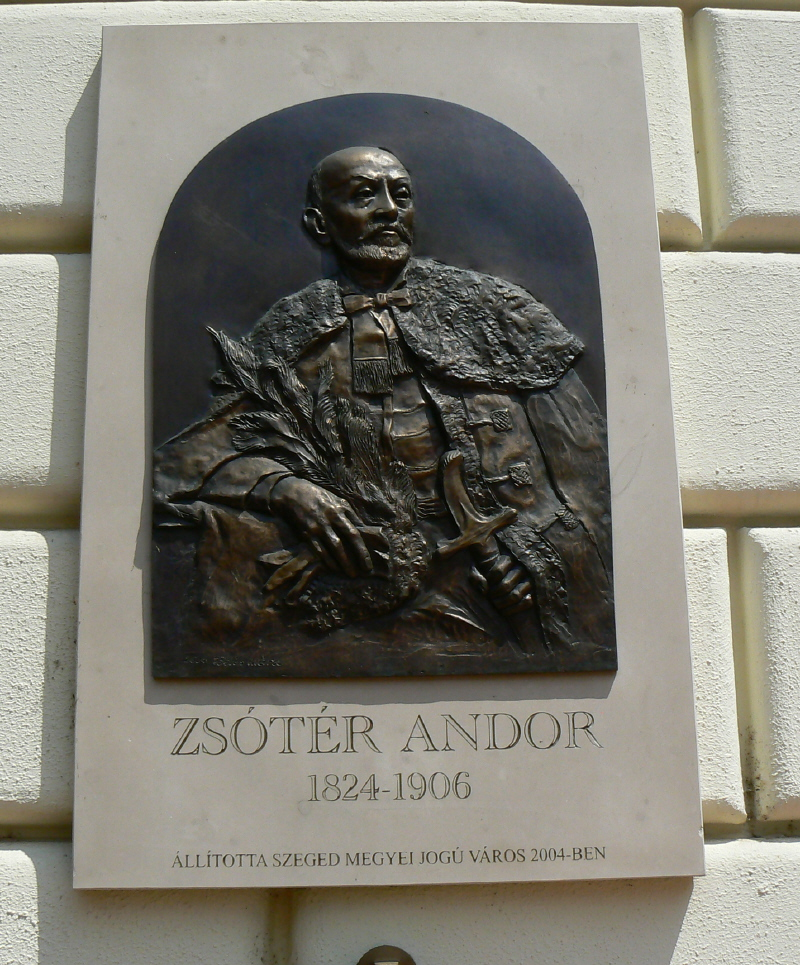
Zsótér Andor, Klauzál tér 1. alkotó: Tóbiás Klára

### Botlatókövek

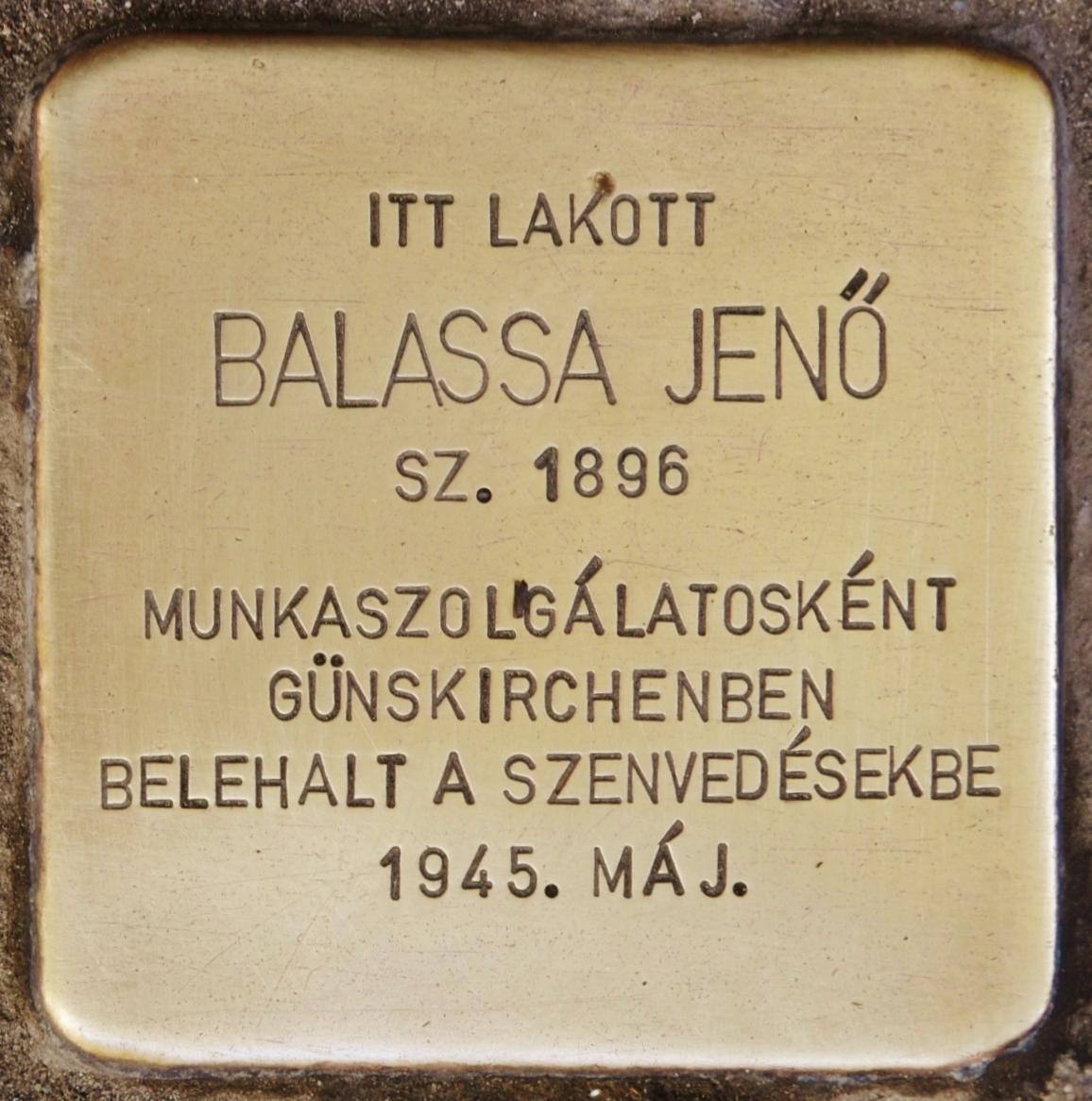
Balassa Jenő, Vörösmarty utca 5.
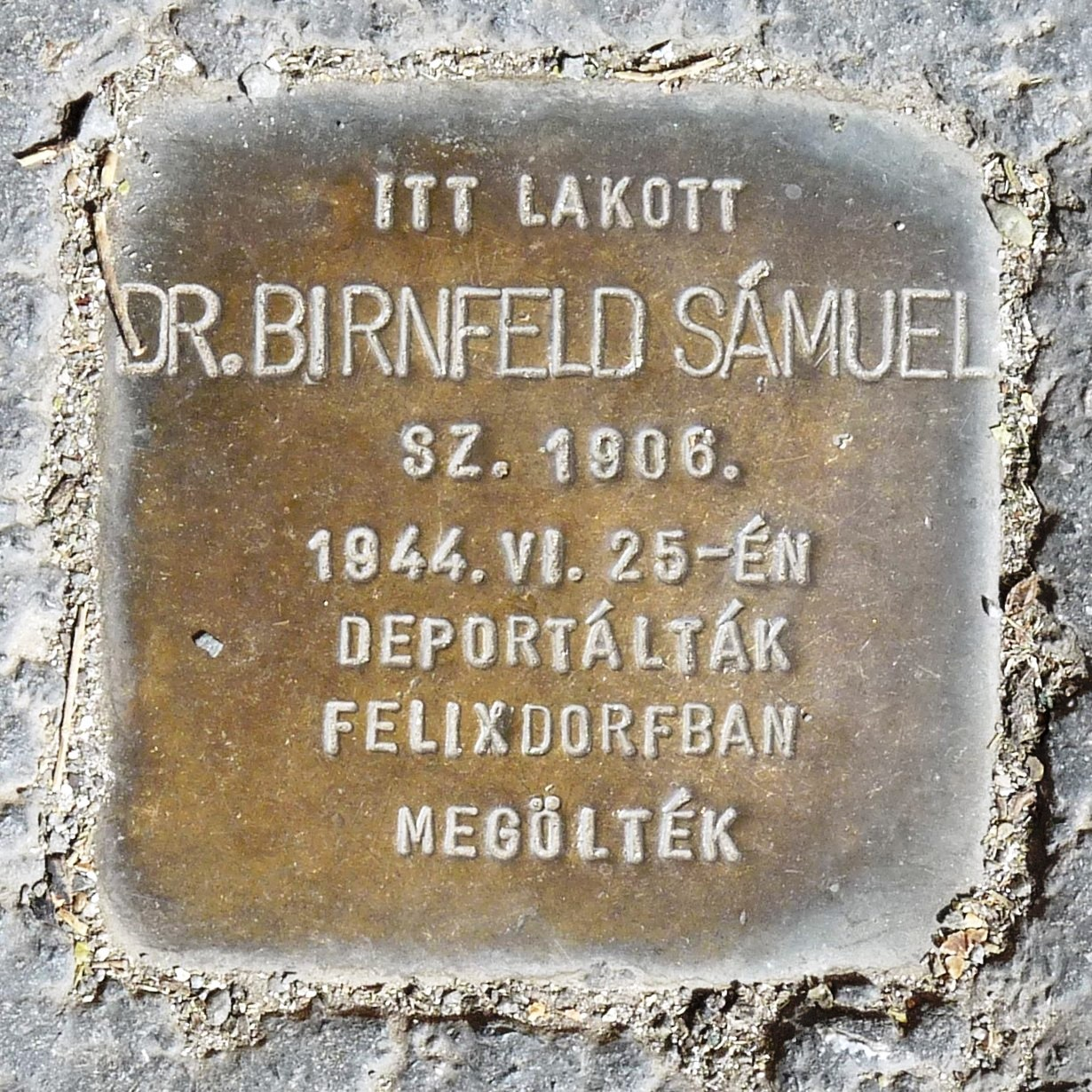
Birnfeld Sámuel, Tisza Lajos körút 76.
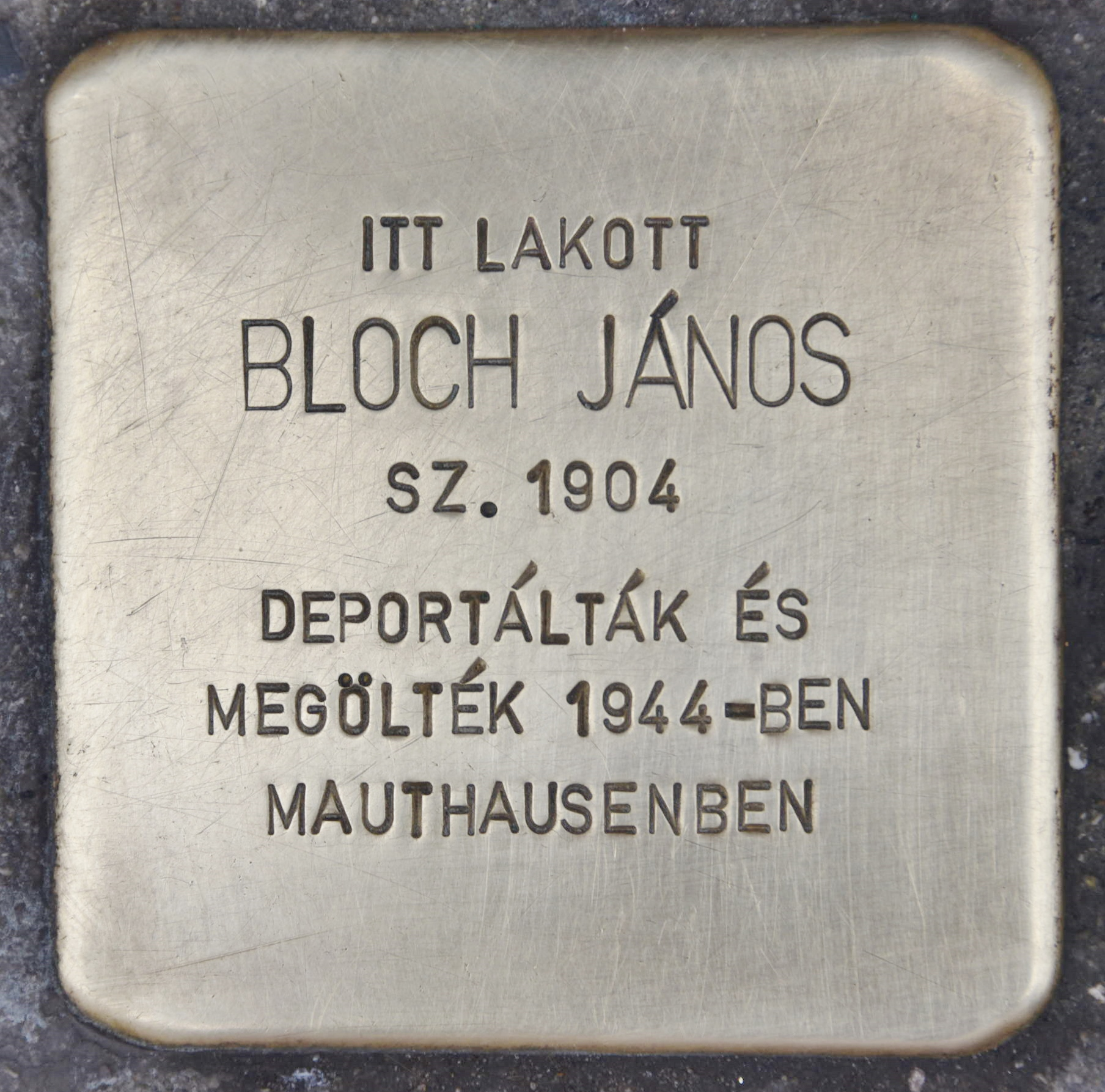
Bloch János, Kígyó utca 1.
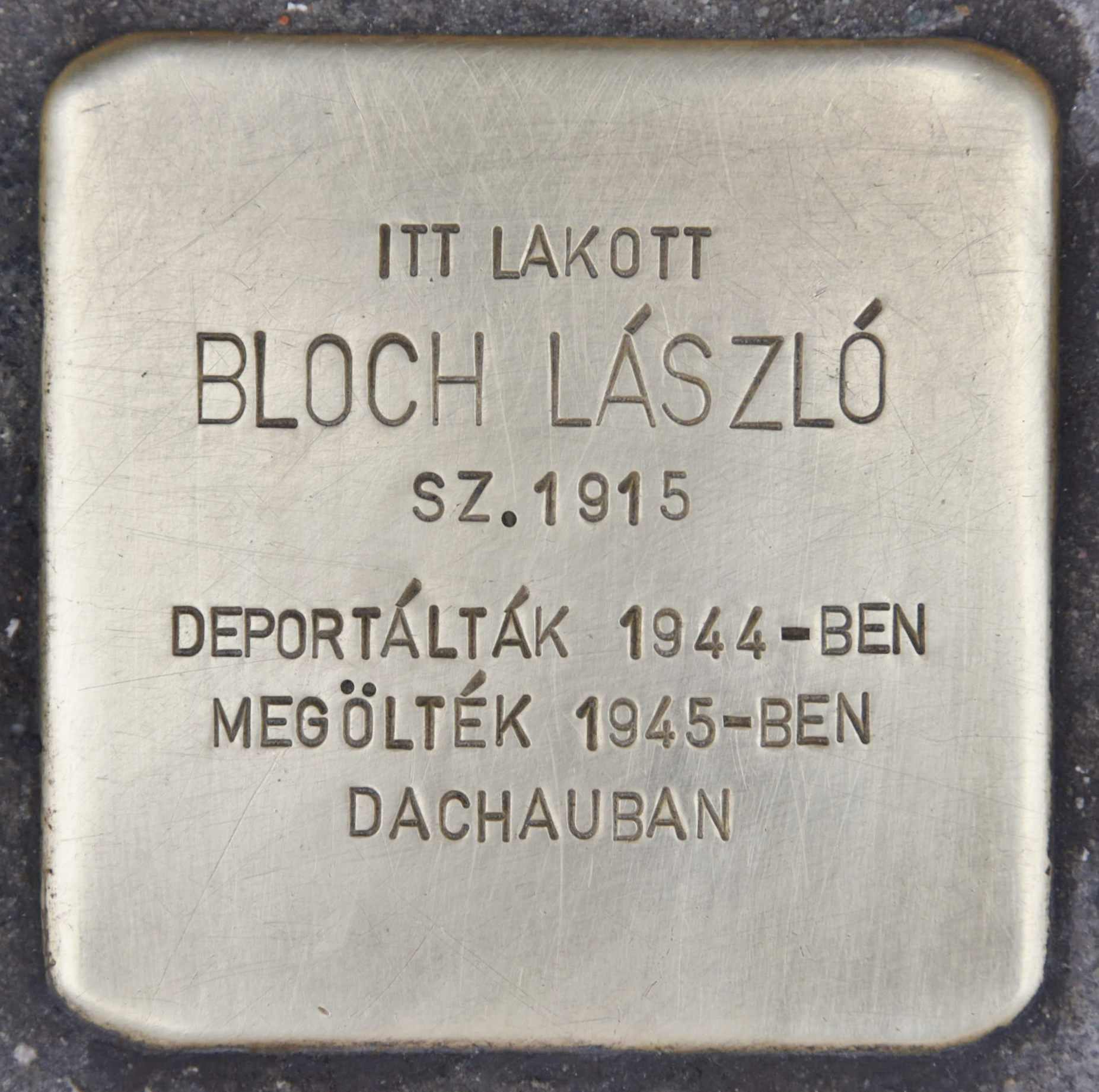
Bloch László, Kígyó utca 1.
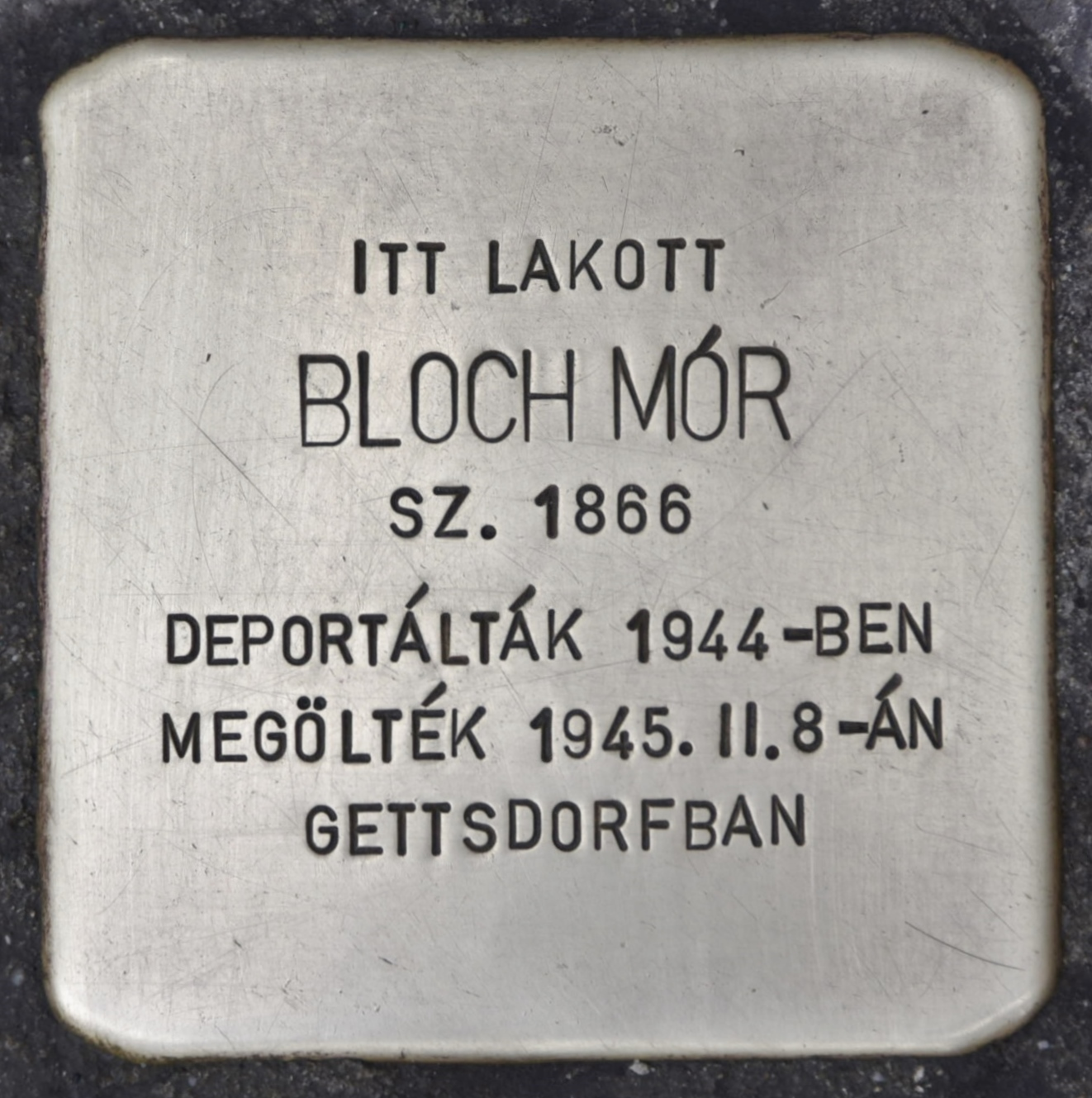
Bloch Mór, Hajnóczy utca 10.
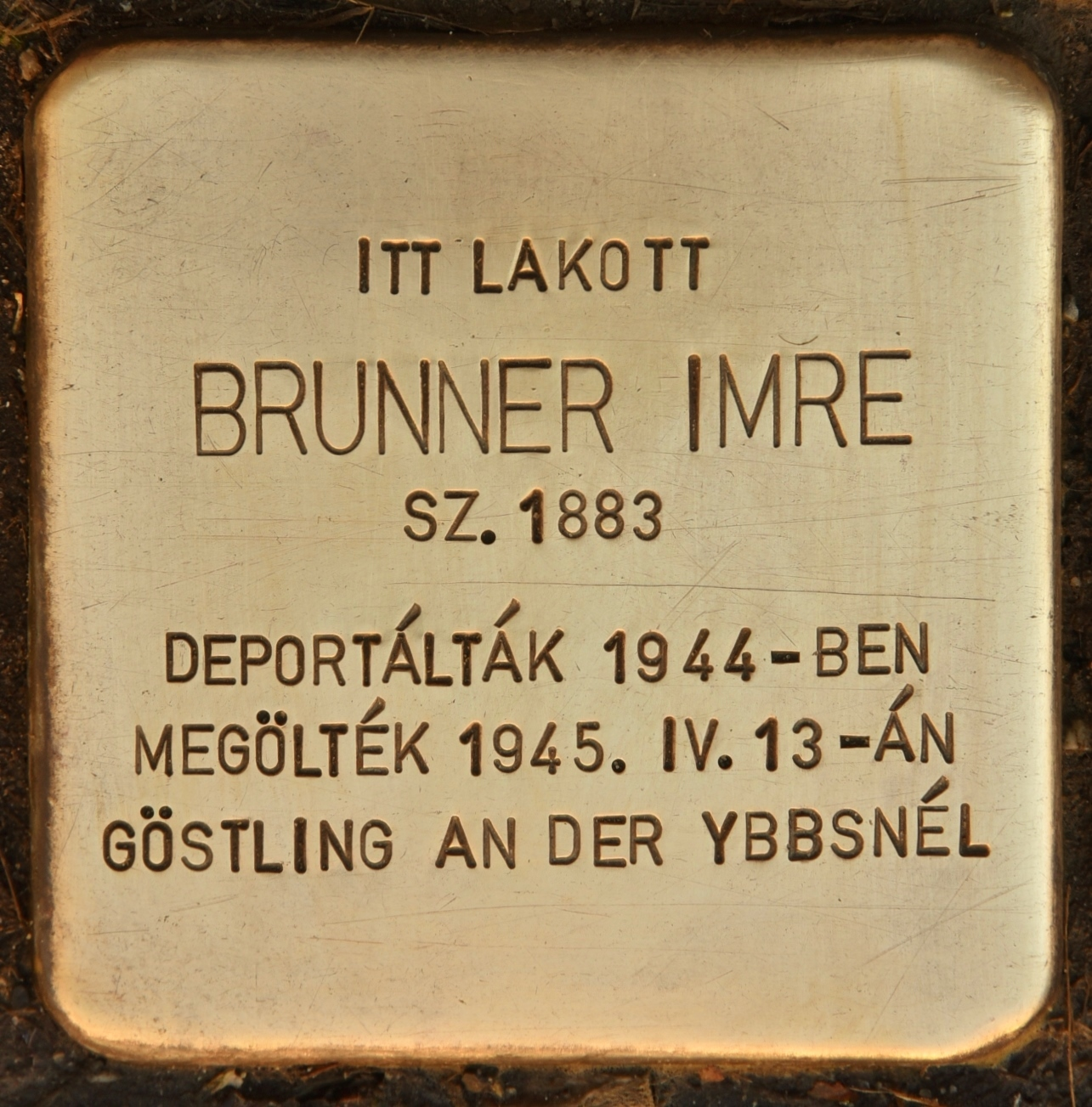
Brunner Imré, Dáni utca 4/a.
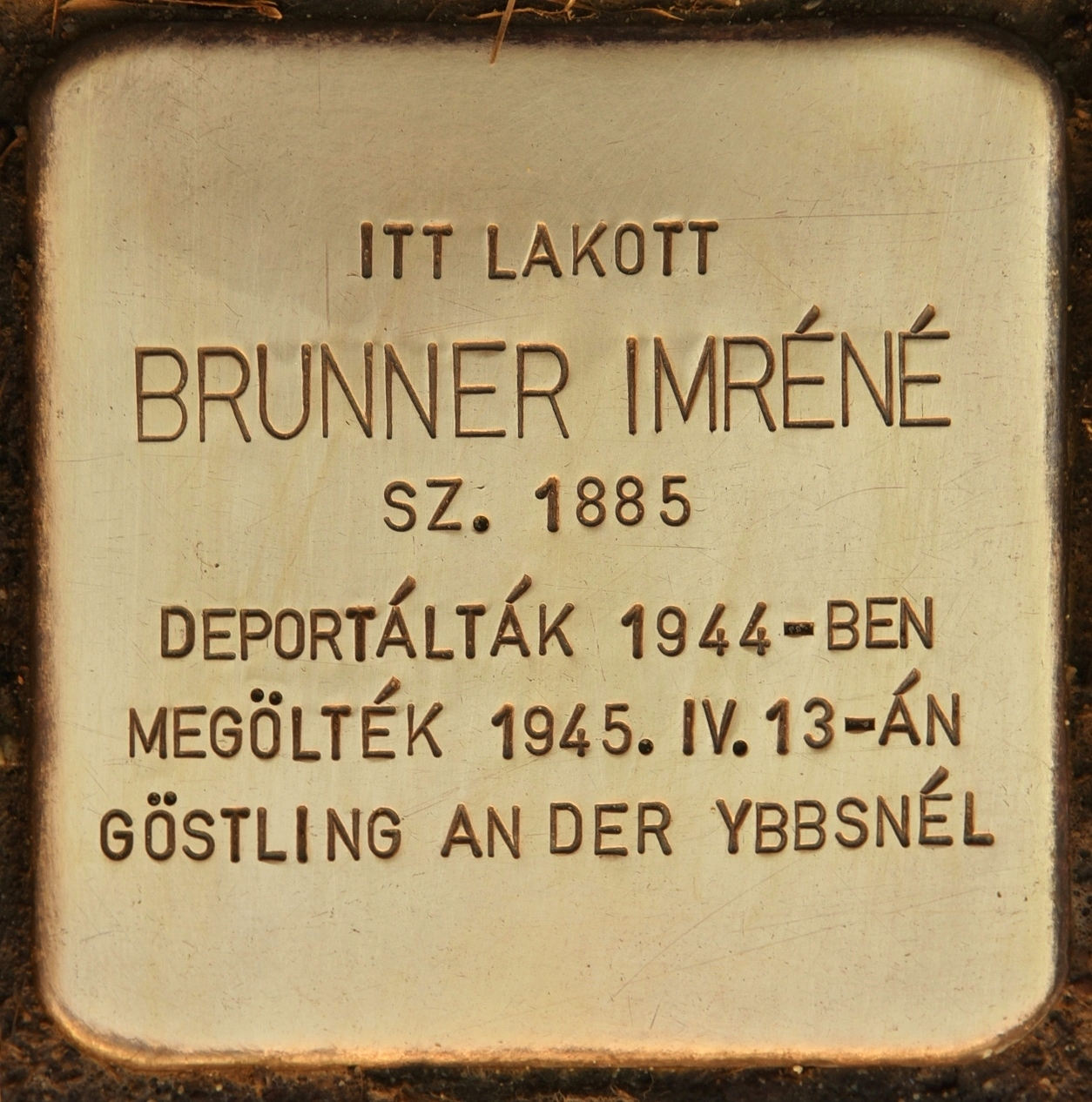
Brunner Imréné, Dáni utca 4/a.
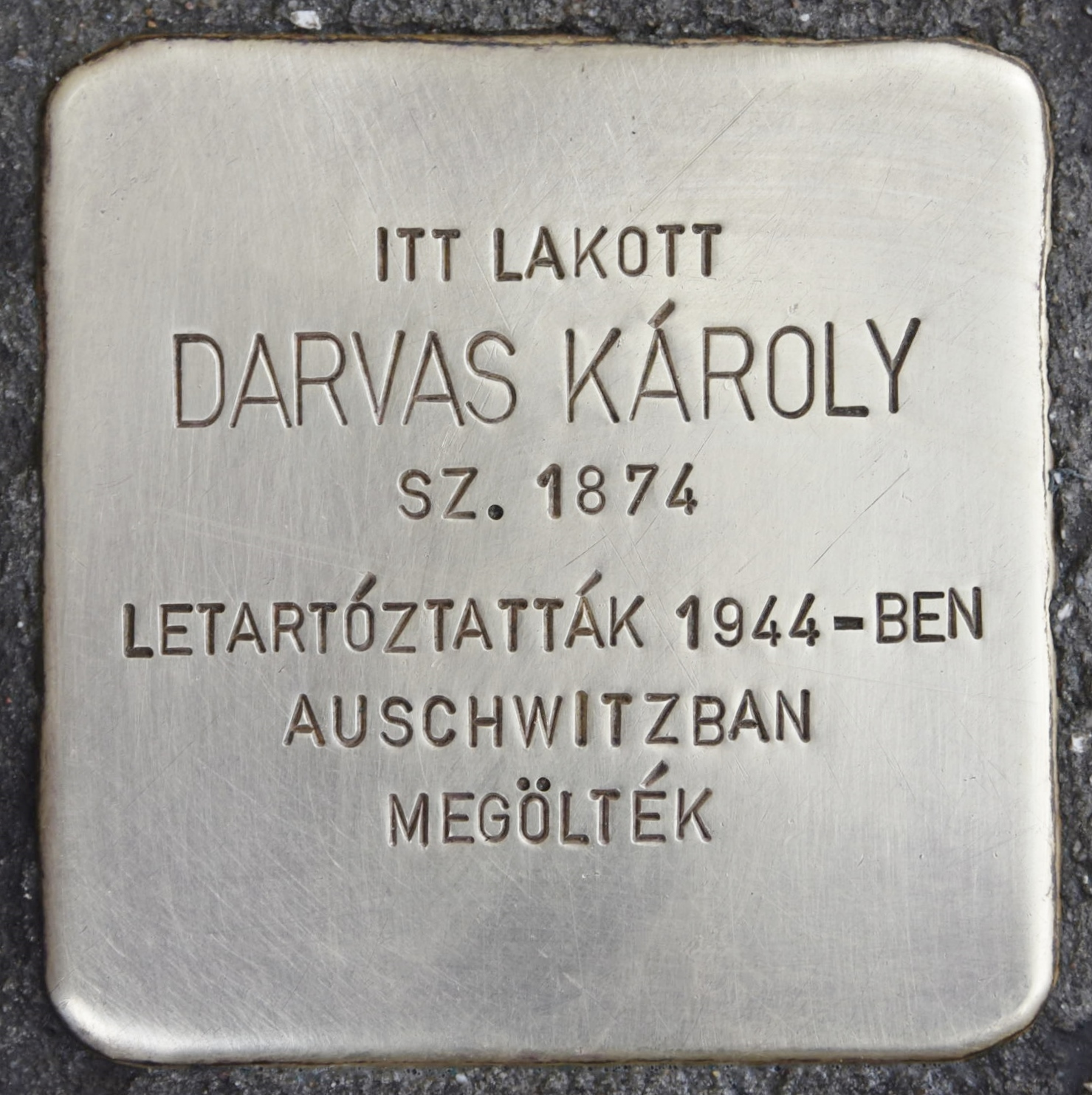
Darvas Károly, Bolyai János utca 1
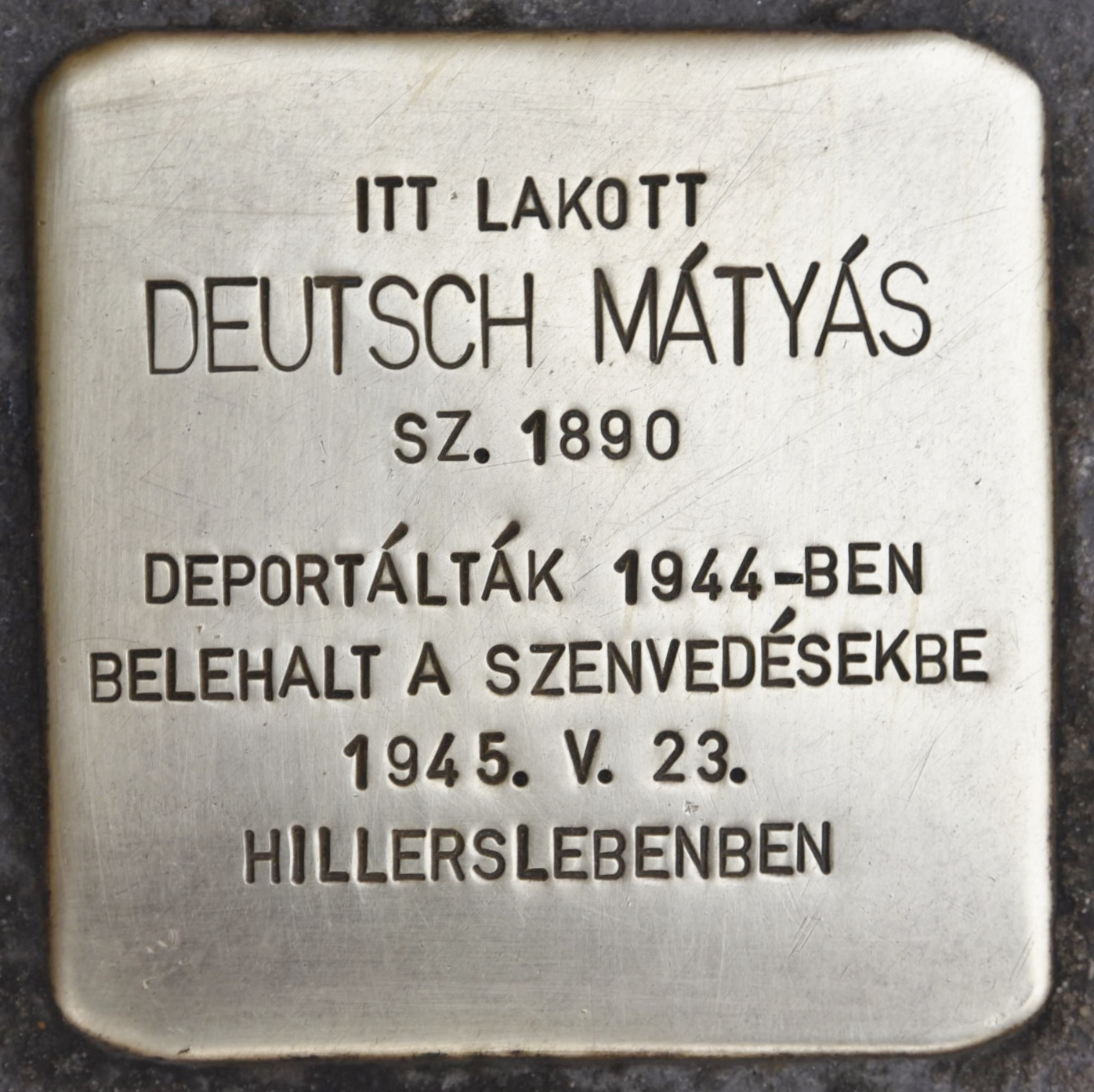
Deutsch Mátyás, Attila utca 1.
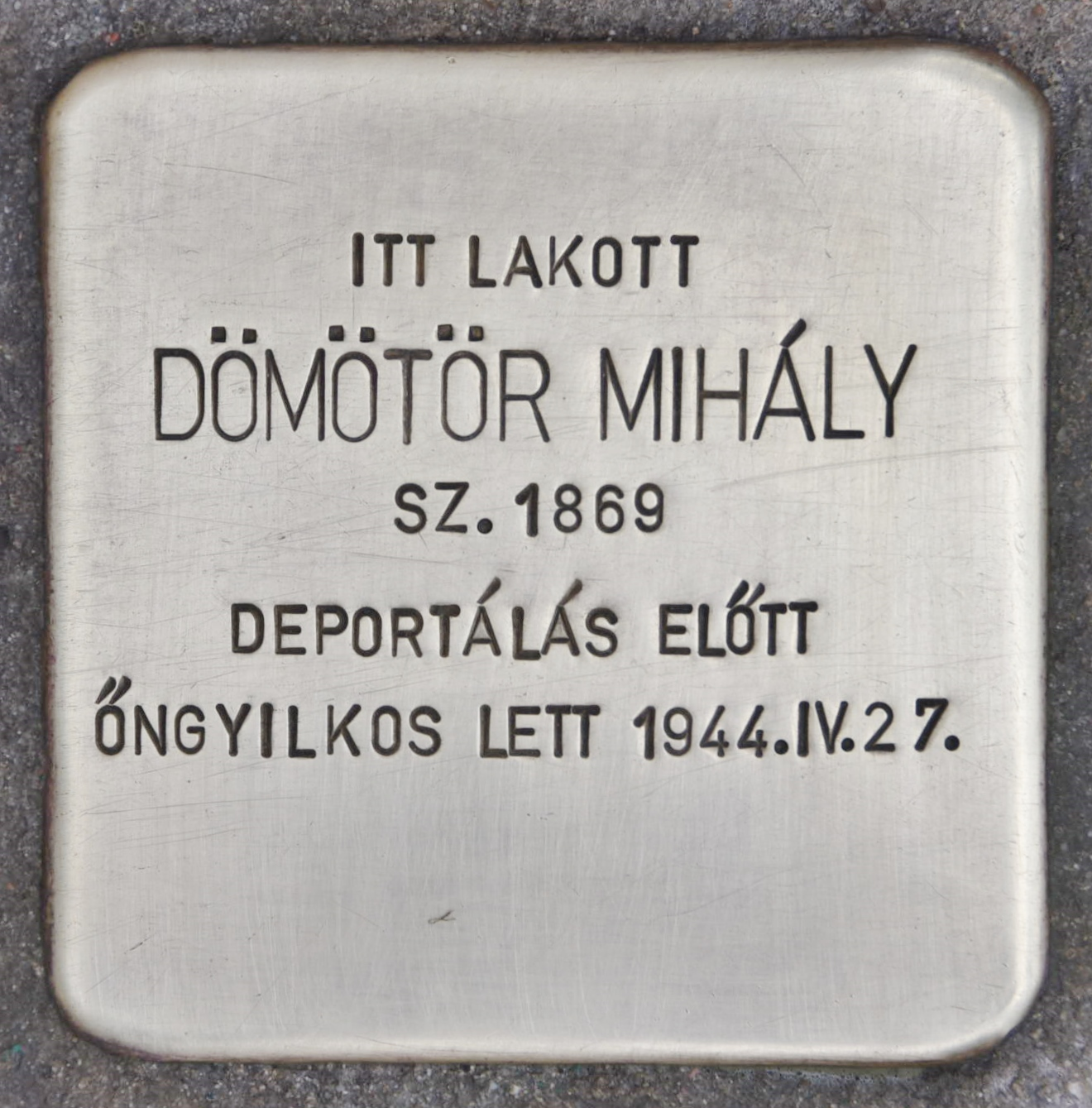
Dömötör Mihály, Gutenberg utca 15–17.
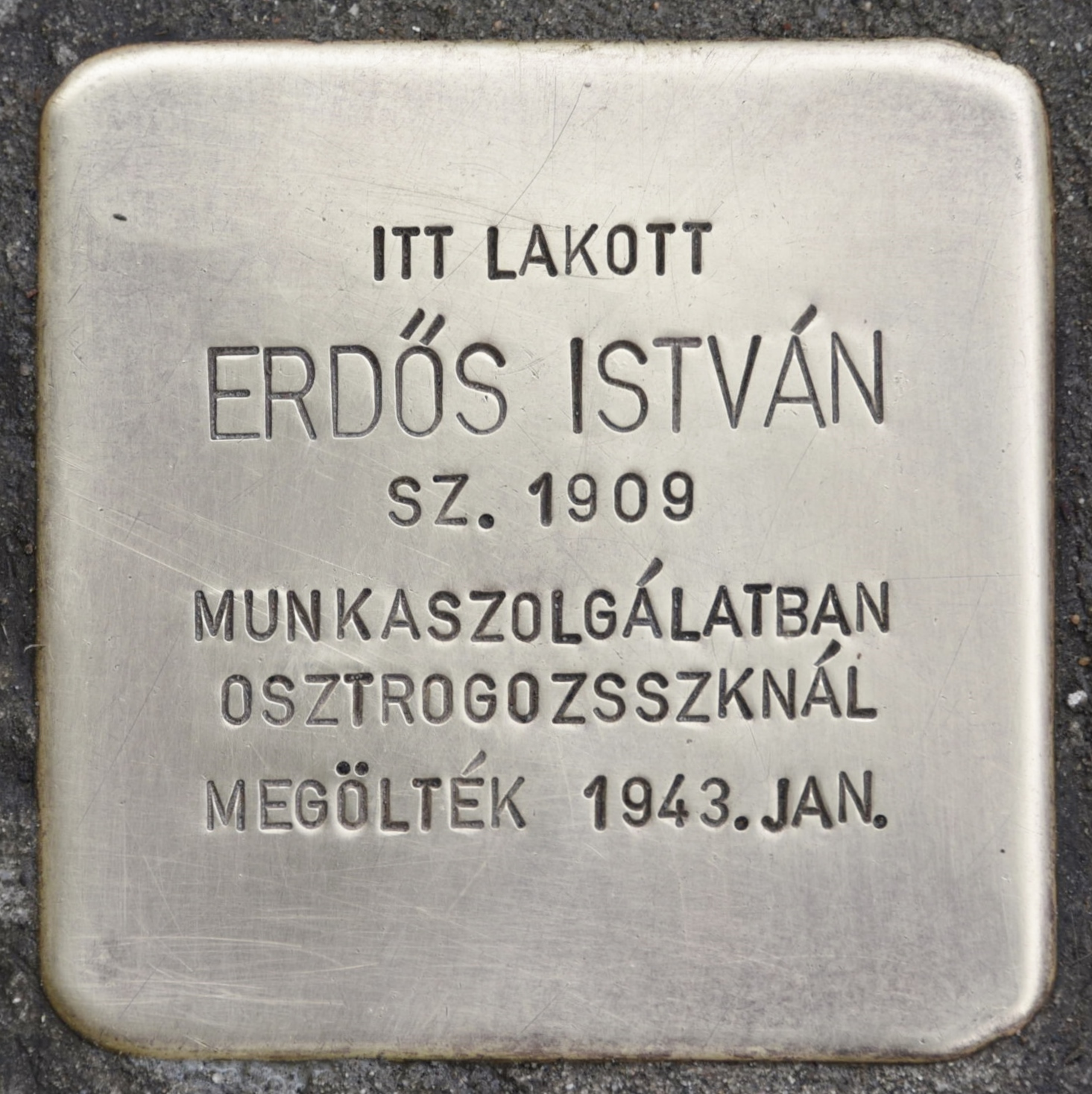
Erdös István, József Attila sugárút 30.
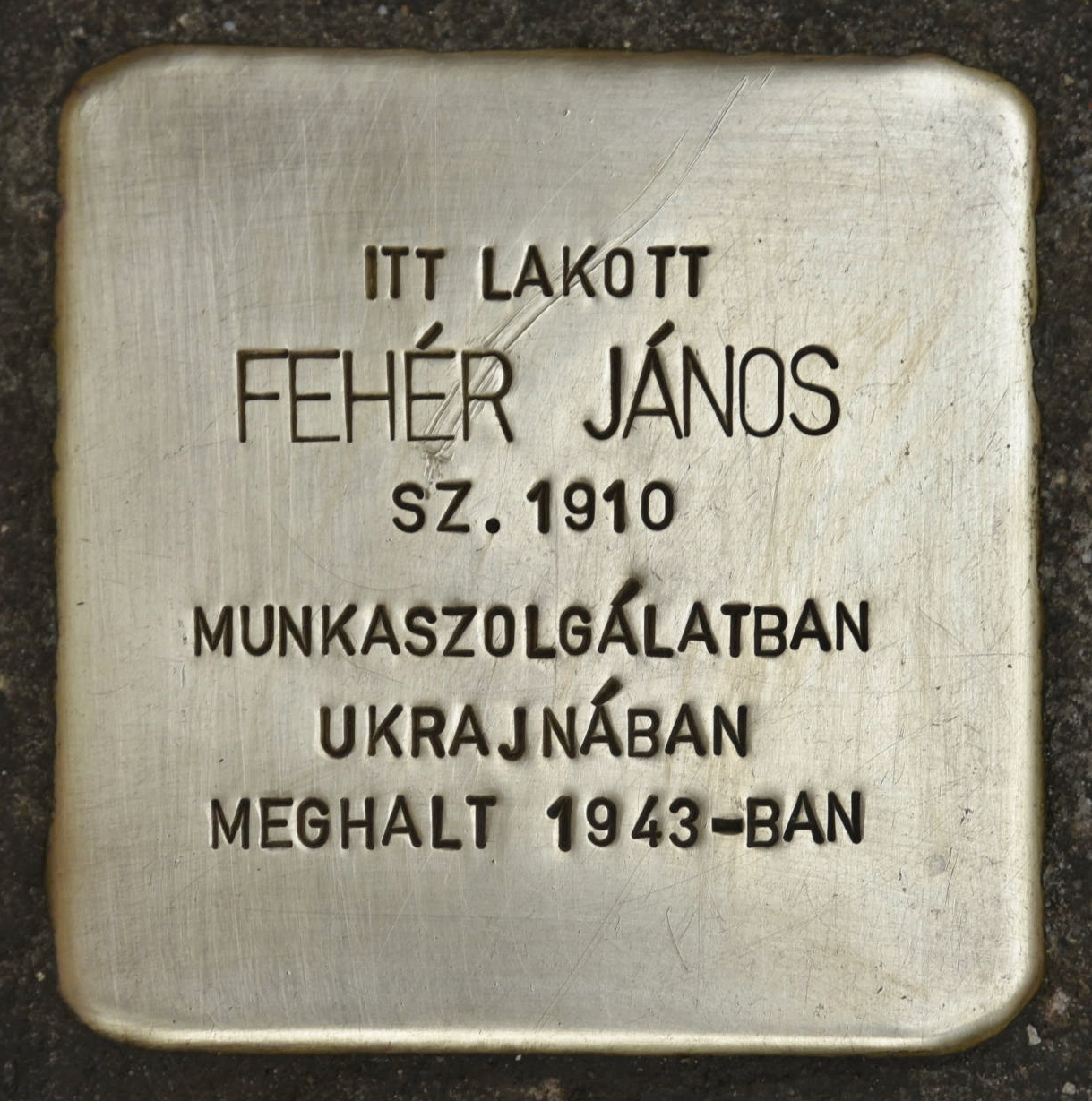
Fehér János, Fekete Sas utca 28.
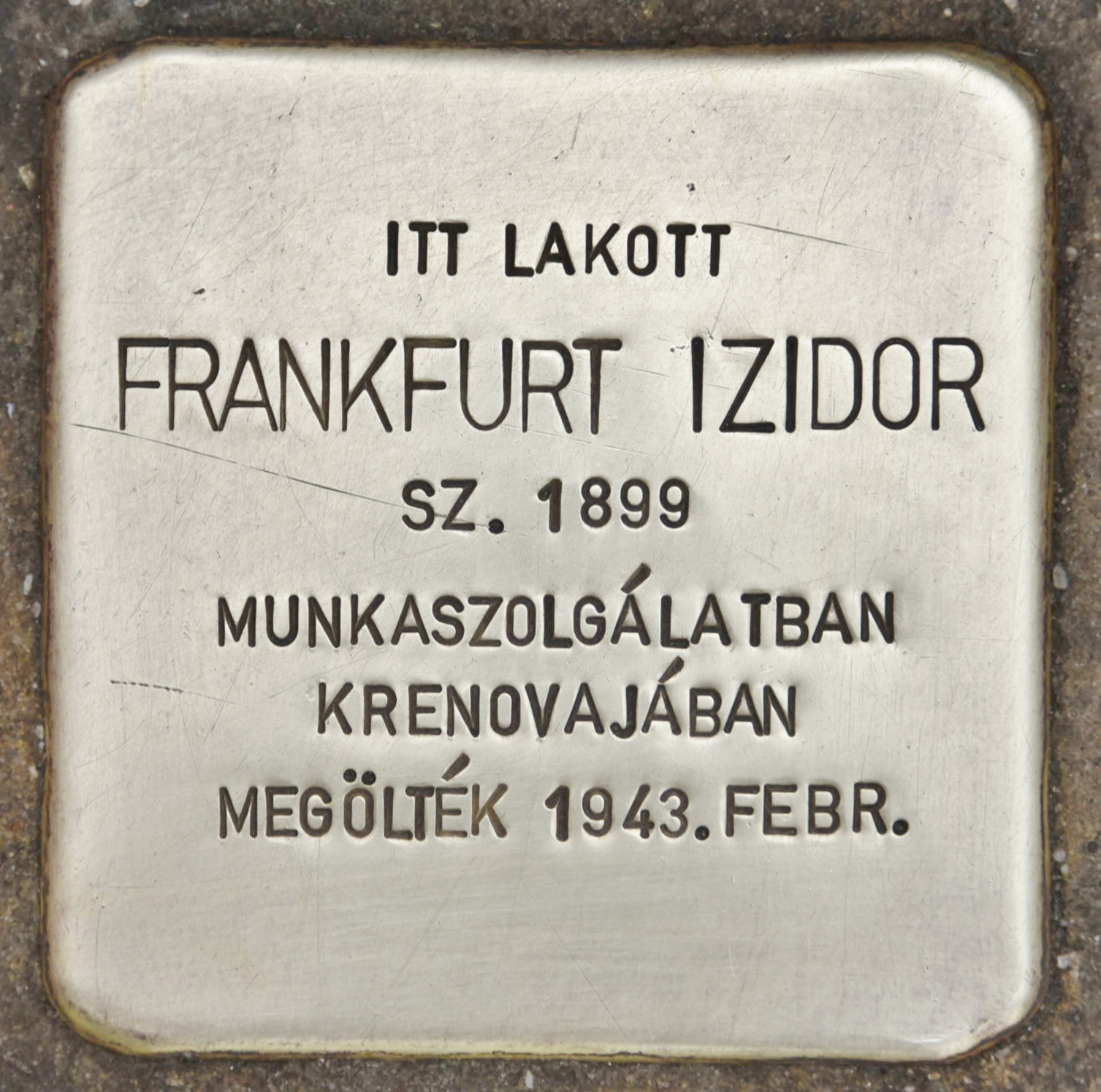
Frankfurt Izidor, Jósika utca 27.
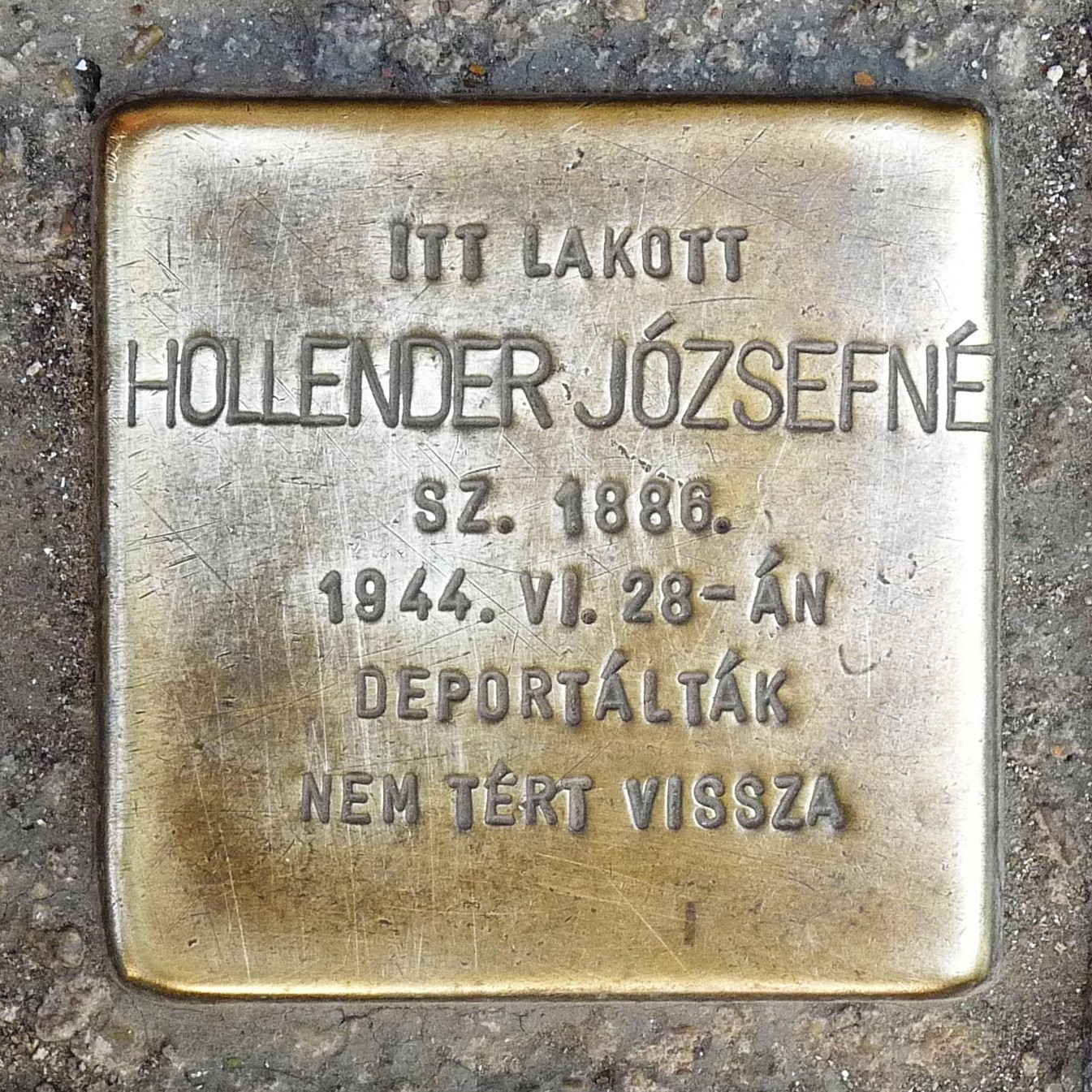
Hollender Józsefné, Bolyai János utca 2.
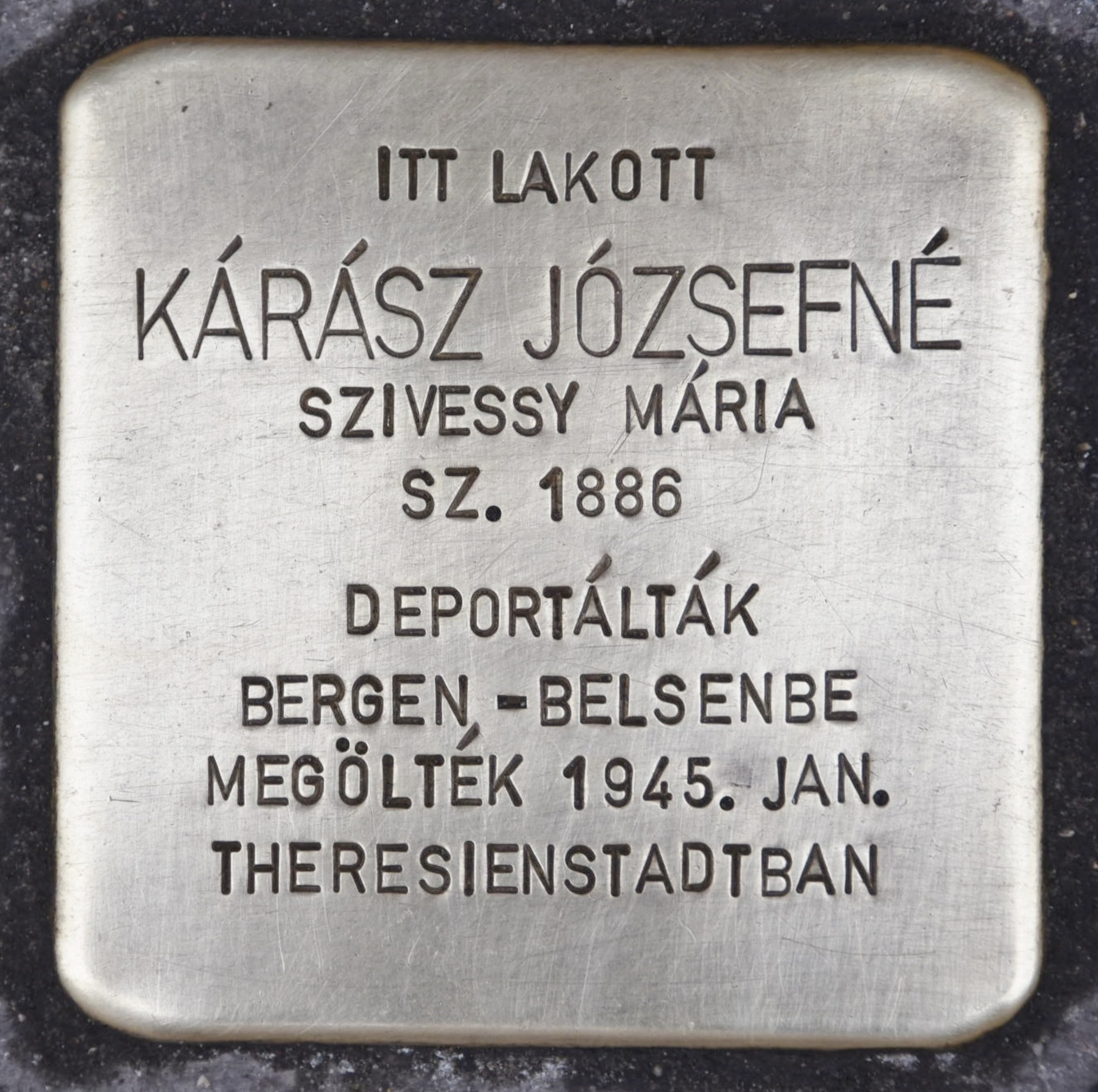
Kárász Józsefné, Nagy Jenő utca 4.
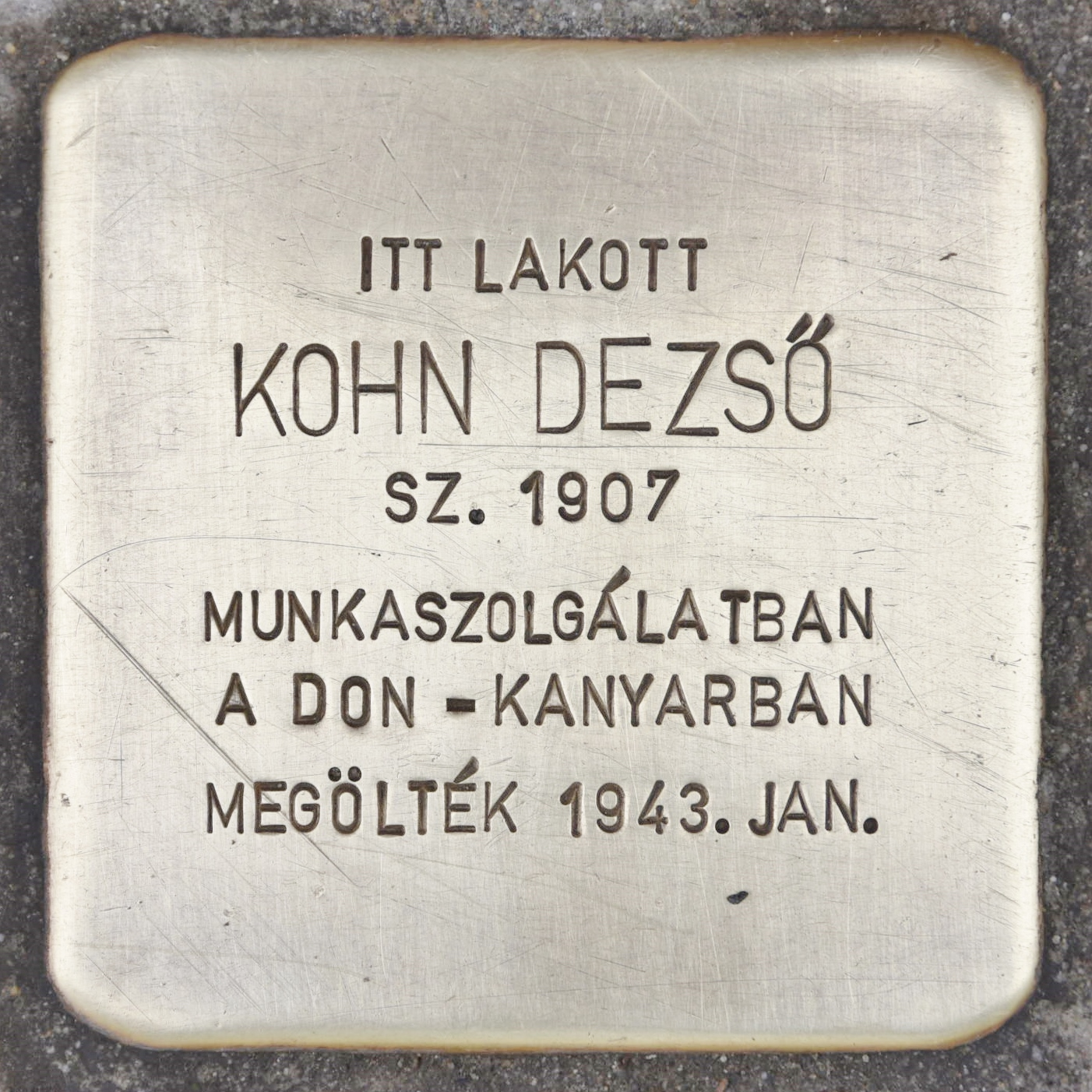
Kohn Dezső, Mérey utca 18
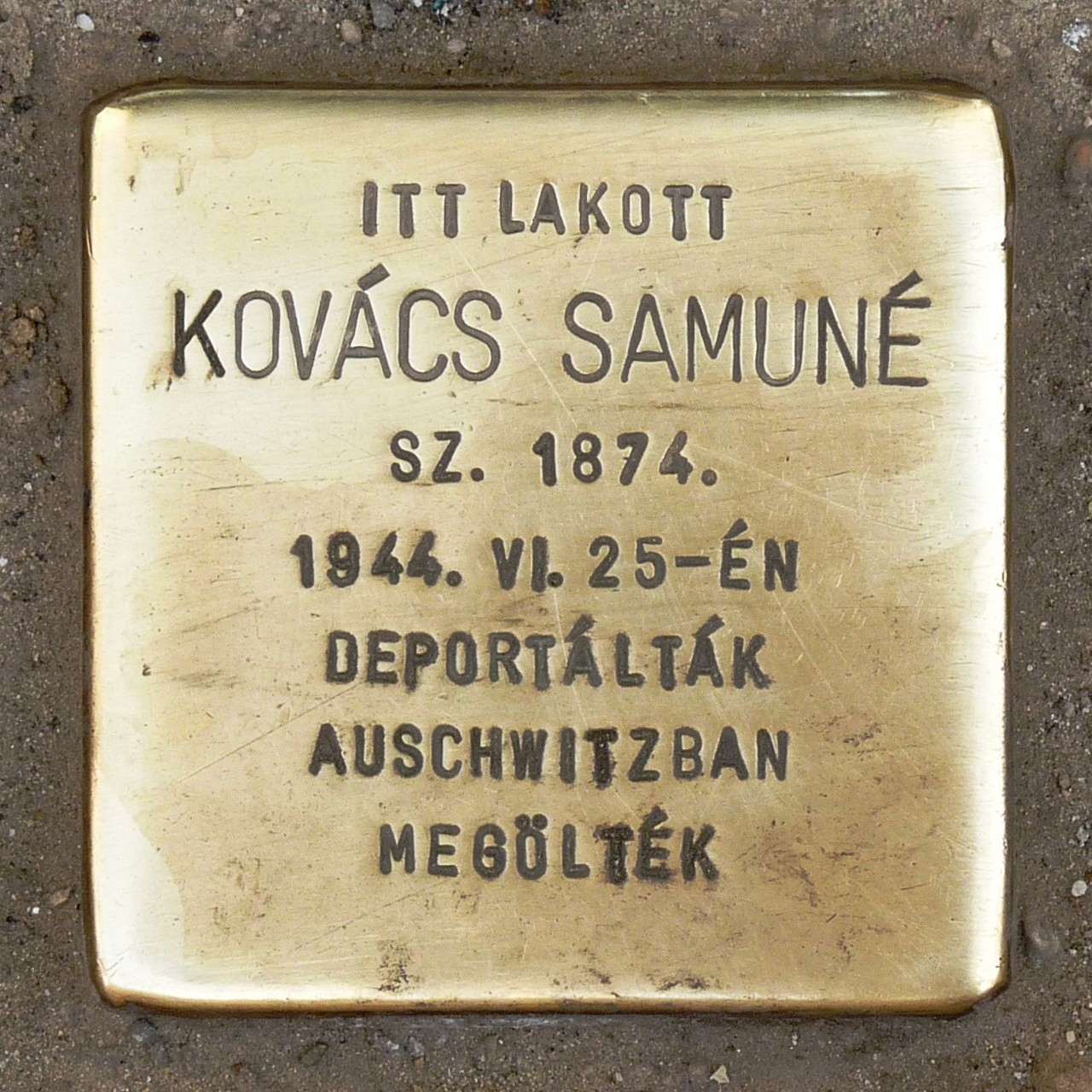
Kovács Samuné, Somogyi utca 2.
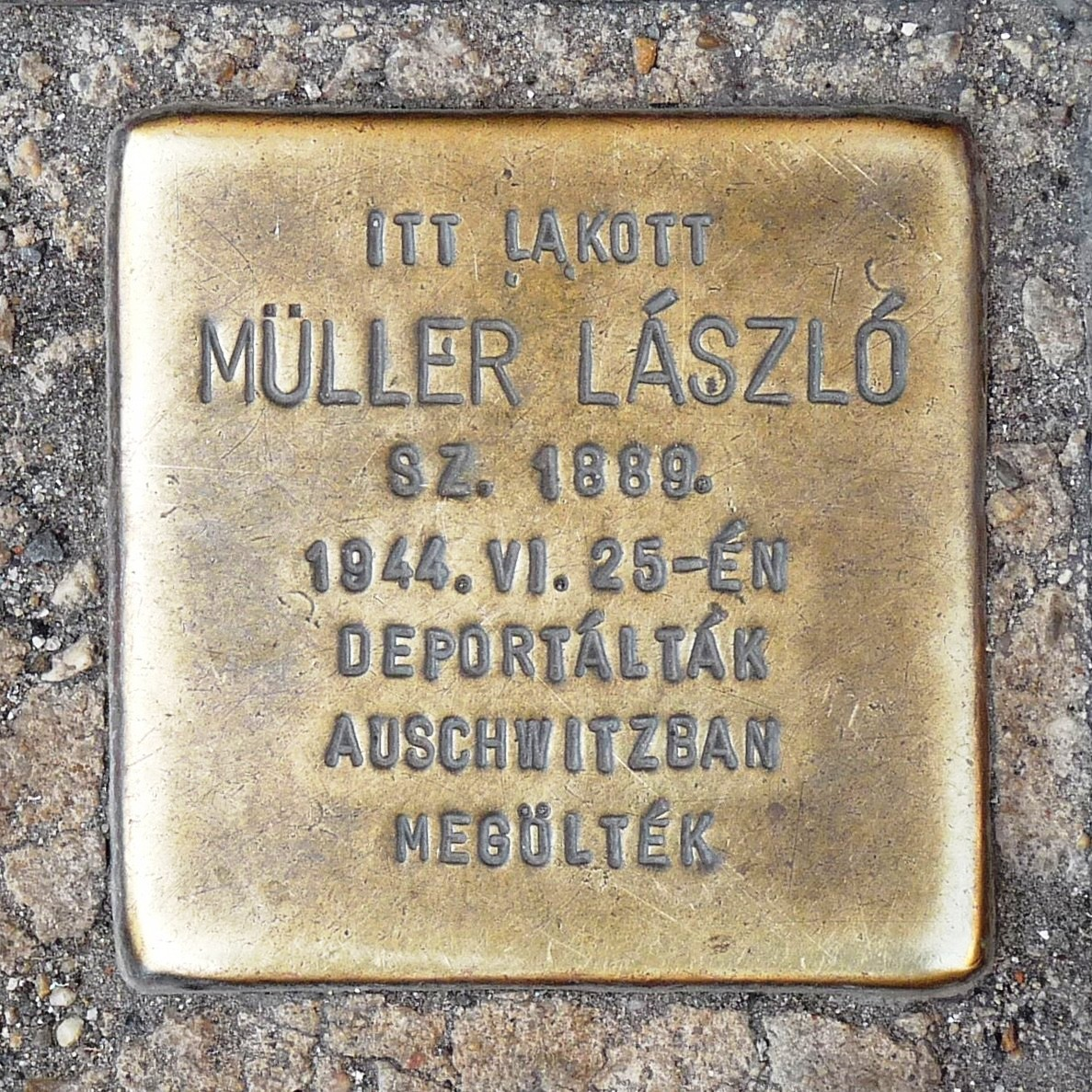
Müller László, Püspök utca 11/a.
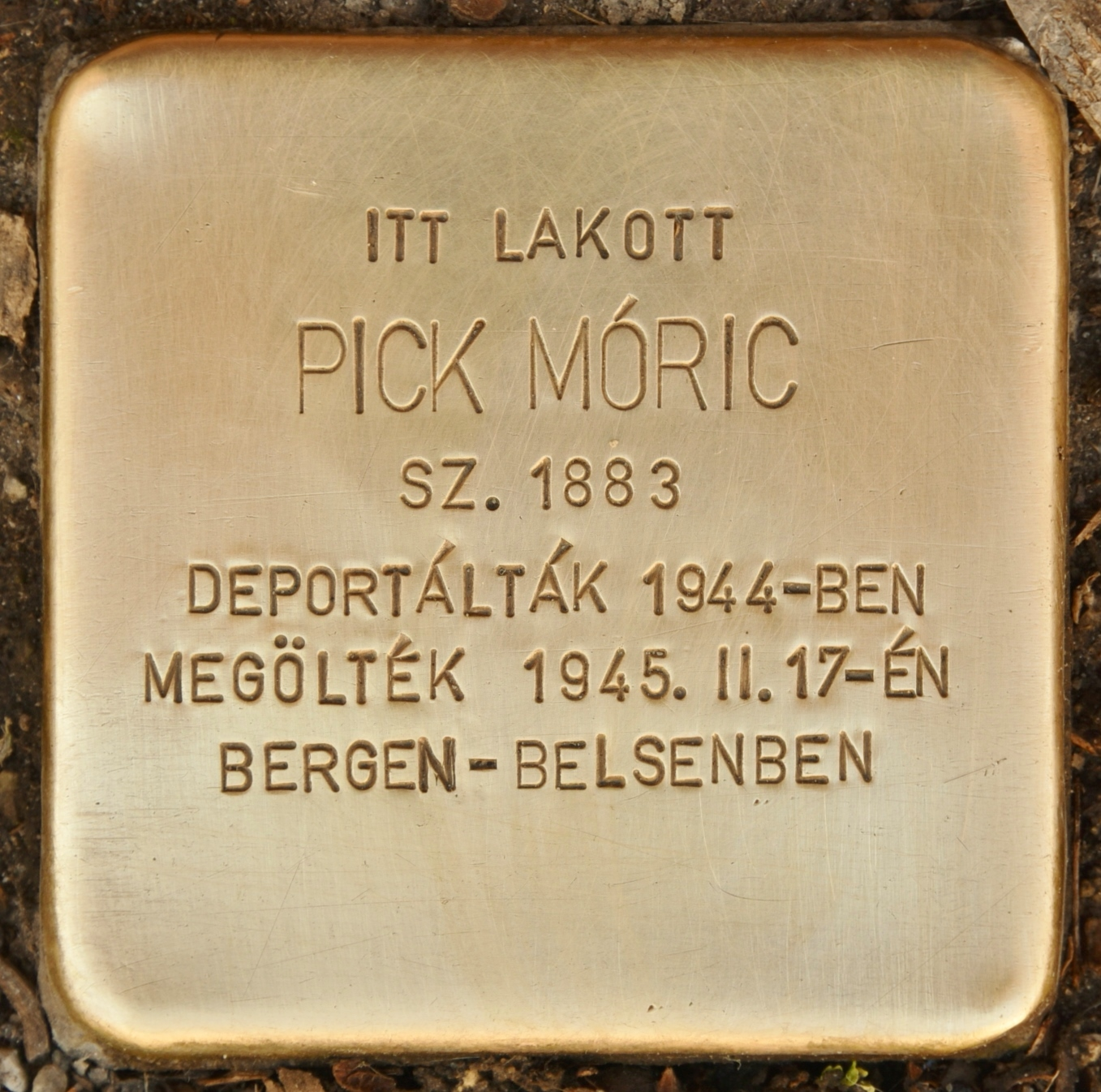
Pick Móric, Gutenberg utca 12.
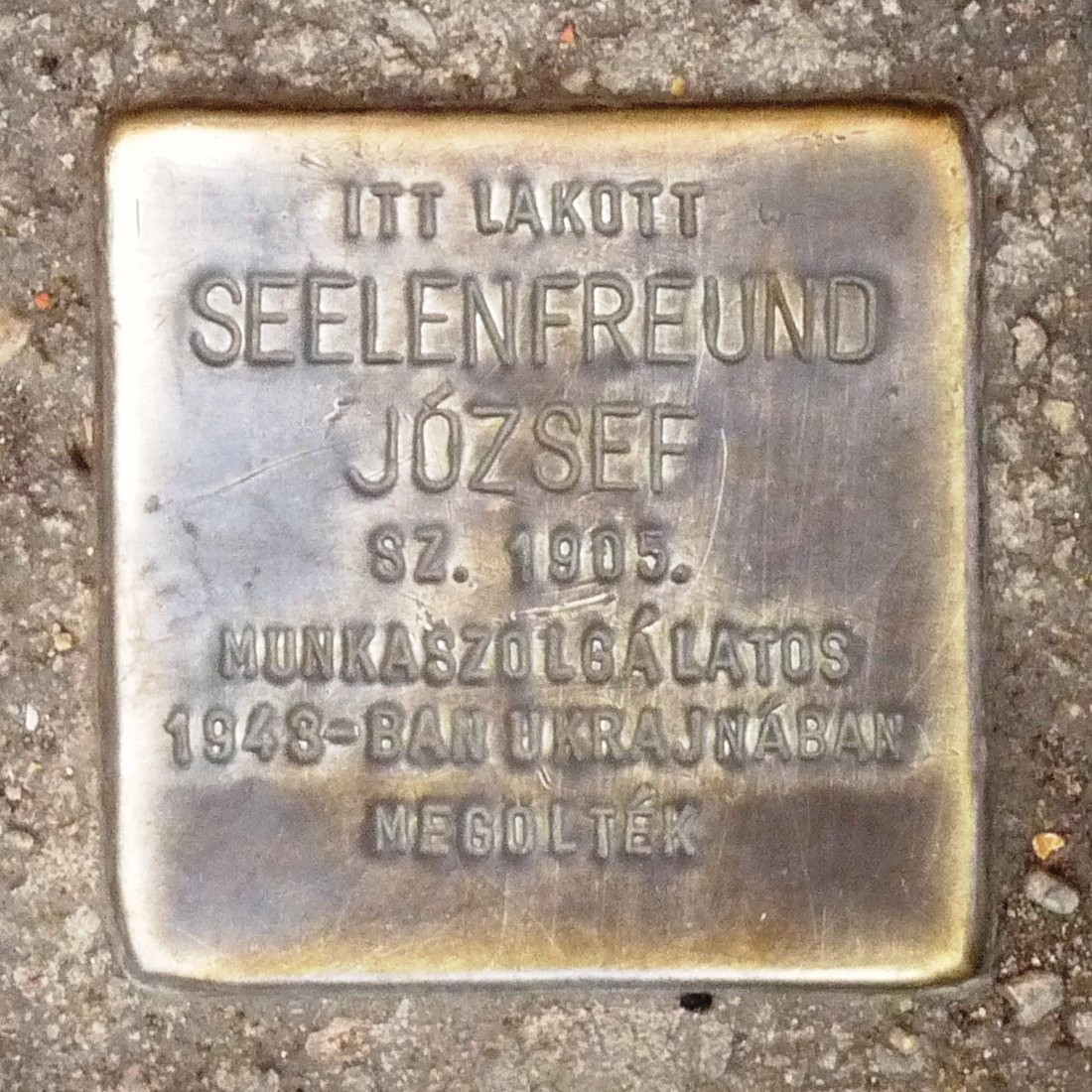
Seelenfreund József, Szűcs utca 3/b.

## Utcaindex
| Árpád tér (2.) Árpád fejedelem Berzsenyi u. (1.) Budó Ágoston Boldogasszony sugárút (2–4.) DMKE-palota Bolyai János utca (2.) Hollender Józsefné Deák Ferenc u. (2.) Vajtai István Dóm tér (-) Lechner Lajos, első világháborúban elesett hősi halottak Dugonics tér (2.) Balázs Béla (13.) József Attila Egyetem u. (2.) Bartók György Felső Tiszapart (2.) Pick Márk és Pick Jenő Gál u. (7.) Csallány Dezső Gutenberg utca (25.) Gutenberg János Jókai utca (4.) Délmagyarország Kálvin tér (2.) Bartucz Lajos (7.) Boros Frigyes Kiss Ernő utca (-) Kiss Ernő Klauzál tér (?) Europa Nostra-díj (1.) Zsótér Andor | Korányi fasor (2.) Tápai Antal Pálfy utca (72.) Bálint Sándor Pécsi utca (2.) Juhász Gyula Pulz utca (1.) Pulz Lajos Püspök utca (11/a.) Müller László Rerrich Béla tér (-) Rerrich Béla Roosevelt tér (1-3.) Tömörkény István Somogyi utca (2.) Kovács Samuné Stefánia sétány (-) Dankó Pista Szűcs utca (3/b.) Seelenfreund József Tisza Lajos körút (37.) Gelei József (76.) Birnfeld Sámuel Vaszy Viktor tér (-) Vaszy Viktor |

## Külső hivatkozások
- Emléktáblák Szegeden